# Tony Hawk's Pro Skater 2
Vous lisez un « article de qualité » labellisé en 2015.
Tony Hawk's Pro Skater 2 (également appelé THPS2) est un jeu vidéo de simulation de skateboard, développé par Neversoft et édité par Activision. C'est le deuxième jeu de la série Tony Hawk's sorti en 2000 sur PlayStation, puis porté sur PC, Game Boy Color, Dreamcast, puis en 2001 sur Mac, Game Boy Advance, Nintendo 64, Xbox. Le jeu a été tardivement porté sur téléphone mobile en 2006 sur Windows Mobile, Windows Phone et en 2010 sur iOS.
Tony Hawk's Pro Skater 2 reprend le même système de jeu que le premier opus Tony Hawk's Skateboarding, en améliorant les graphismes et en complétant le gameplay, notamment avec l'apparition des manuals ou la notion d'argent. Dans un univers urbain recréé en 3D et une ambiance rock et hip-hop, le joueur incarne divers skaters célèbres et doit réaliser des figures de skate (saut, slide, manual) ou des missions comme des collectes d'objets. Le jeu propose plusieurs modes de jeu dont un mode carrière, un mode libre, un mode simple session, un mode multijoueur et un éditeur de niveau. Les modes simple session et libre permettent de skater sans objectif donné et respectivement avec ou sans contrainte de temps. Le mode carrière permet de faire évoluer les capacités des personnages, comme leurs tricks, leur apparence ou leur matériel. Chaque niveau propose différents objectifs à effectuer comme la réalisation de défis, de figures de skate particulières, l'obtention du meilleur score, ou la collecte d'items disséminés dans les niveaux. Les niveaux peuvent être urbains ou de type compétition dans des skateparks. Le mode multijoueur permet plusieurs jeux comme le Graffiti, le Trick Attack, le Chat, le Pendu et le Free skate. L'éditeur de skatepark en pointer-cliquer permet de créer des niveaux personnalisés.
Les portages sur PC, Mac, Dreamcast et Nintendo 64 sont fidèles, avec de meilleurs graphismes et complets, la version Nintendo 64 ne proposant qu'une bande son réduite. Les versions Game Boy Advance et Game Boy Color ne sont plus en 3D, conservent principalement le mode carrière et leur bande son est tronqué ou remaniée. La version Xbox intitulée Tony Hawk's Pro Skater 2X comporte de meilleurs graphismes, améliore le système de jeu et comprend également les niveaux du premier jeu de la série ainsi que cinq niveaux inédits.
Tony Hawk's Pro Skater 2 a reçu beaucoup de critiques élogieuses et reste un des jeux vidéo les mieux notés de tous les temps. La presse est unanimement dithyrambique concernant la quasi-totalité des versions du jeu. La presse spécialisée loue un système de jeu addictif et aux grandes qualités ludiques, apprécie les niveaux très vastes avec beaucoup d'objets avec lesquels le joueur peut interagir, les textures superbes et la fluidité du jeu comme la précision des commandes. La possibilité de créer un skater personnalisé, l'éditeur de skatepark et la multitude de secrets, d'objectifs ou de gaps sont également acclamés. La bande sonore skate punk et hip-hop est également très appréciée par la presse, correspondant bien à l'univers du skateboard. Cependant, quelques critiques ont été formulées, comme l'absence d'une fonctionnalité permettant une vue à la première personne, une difficulté pouvant s'avérer élevée, une prise en main pas toujours évidente pour les néophytes et un mode multijoueur très décevant. Toutes les versions adaptées sur les différentes plates-formes sont bien accueillies mais les bandes sonores tronquées à cause de problèmes inhérents au support du format cartouche des versions sur consoles Nintendo ont été critiquées. La version Xbox est décrite par la presse comme la meilleure version du jeu, toutes plates-formes confondues.
Tony Hawk's Pro Skater 2 reste un des jeux les plus appréciés de la série des Tony Hawk's, qui a amené quelques marqueurs clef et réguliers de celle-ci, notamment le skater personnalisable, l'éditeur de skatepark, les manuals et la notion d'argent. À l'instar du premier jeu de la série, certains niveaux ont été réintroduits dans certaines suites de la série. La moitié des niveaux a également été remastérisée dans le jeu Tony Hawk's Pro Skater HD qui est cependant assez critiqué.

## Trame

### Univers
Tony Hawk's Pro Skater 2 prend place dans un univers où aucun scénario n'est défini. Les niveaux s'enchaînent du premier jusqu'au dernier, un système de déblocage progressif permettant de jouer les niveaux dans le désordre.
De manière très classique pour la pratique du skateboard, le jeu s'établit dans un univers urbain à l'exception de certaines compétitions qui se déroulent dans des skateparks. La plupart des niveaux sont des reproductions en trois dimensions plus ou moins réalistes et fidèles de lieux existant réellement. Ainsi, le jeu se déroule dans plusieurs villes américaines comme New York, Venice Beach, Ventura, Philadelphie, mais également à Mexico au Mexique et à Marseille en France.

### Personnages

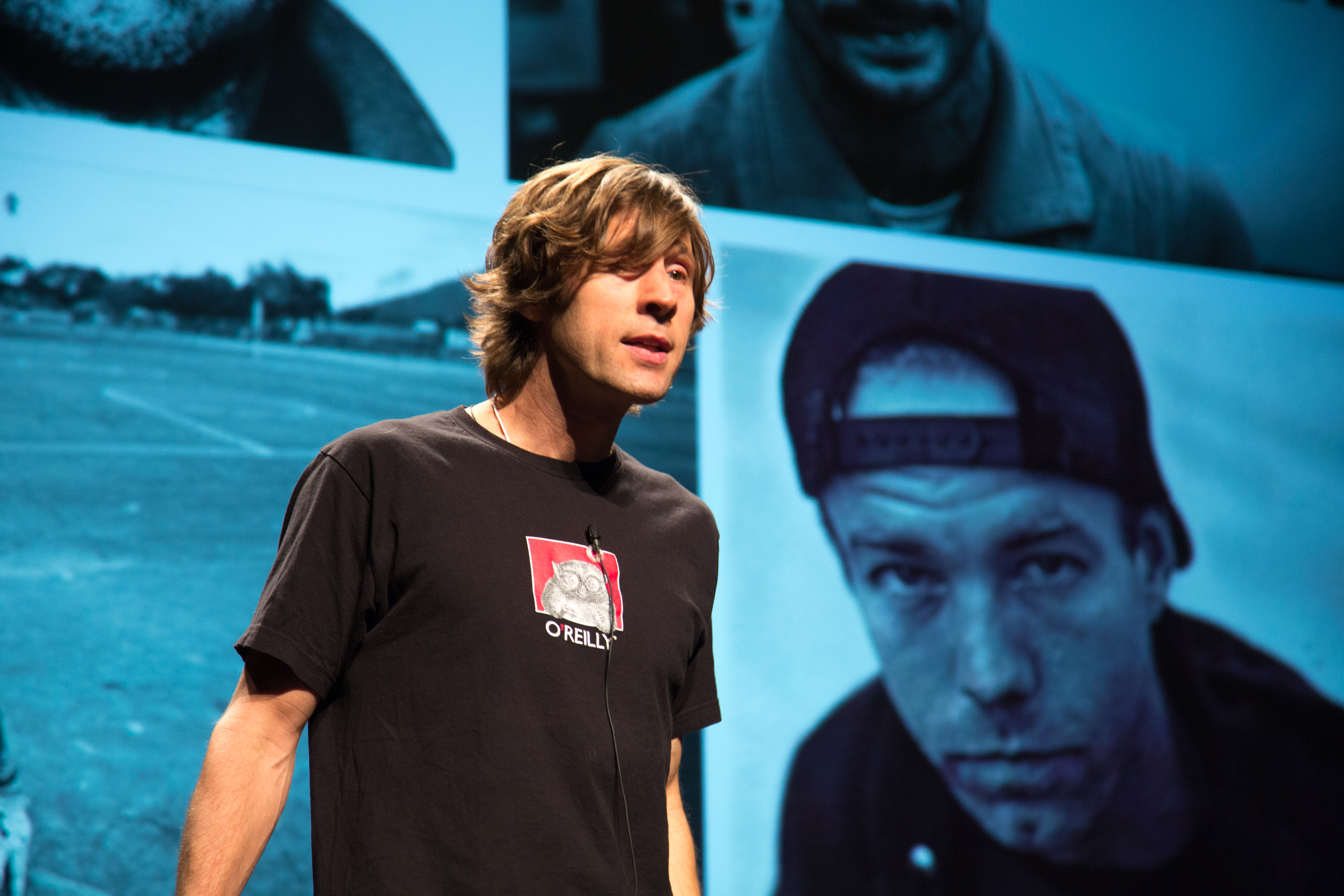
Rodney Mullen. À l'instar de Tony Hawk, il est considéré comme l'un des skateurs les plus influents de l'histoire du skateboard.

À l'exception du skater personnalisable et des personnages déblocables, tous les personnages sont des skaters célèbres du circuit professionnel de l'époque de la sortie du jeu vidéo. La reproduction des visages et du physique est fidèle à la réalité,.
Chaque personnage possède des capacités qui évoluent au fur et à mesure des points gagnés. Au départ de la partie, les personnages sont au minimum de leurs capacités mais chaque joueur possède ses particularités, censées retracer plus ou moins les qualités réelles des skaters. Le joueur peut également choisir entre deux styles de tenues pour habiller chaque skater.

#### Skaters professionnels
Au début du jeu, les treize personnages disponibles sont les américains Tony Hawk, Steve Caballero, Kareem Campbell, Eric Koston, Bucky Lasek, Rodney Mullen, Chad Muska, Andrew Reynolds, Elissa Steamer et Jamie Thomas, le Brésilien Bob Burnquist, le Danois Rune Glifberg, et l'Anglais Geoff Rowley.

#### Skater personnalisable
Le joueur peut créer jusqu'à trois skaters personnels au look et aux capacités qu'il peut définir. Le physique, l'habillement, les capacités et l'habileté du personnage peuvent être entièrement personnalisés : couleur de peau et tatouages, cheveux, habits et chaussures, tout comme les qualités du skater,. Cette fonction permet d’innombrables choix de créations comme la capacité de créer un skater personnel à l'effigie de Freddy Krueger (personnage principal de la série de films d'horreur Freddy) en choisissant des caractéristiques spécifiques et des habits particuliers.

#### Personnages déblocables

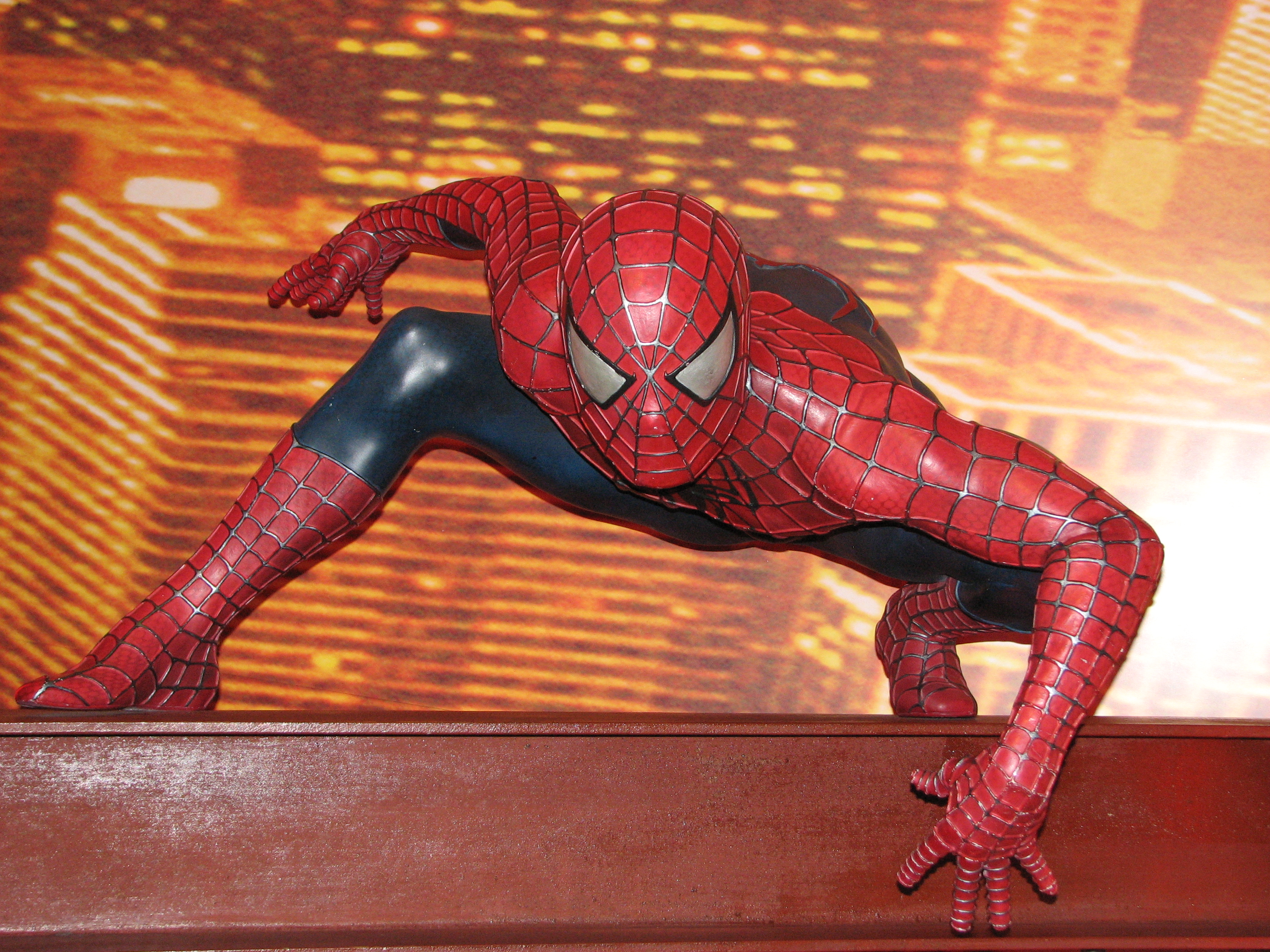
Spider-Man, personnage déblocable du jeu (statue de cire).

À l'exception de McSqueeb, les quatre personnages déblocables sont fictifs. Officer Dick et Private Carrera sont déjà présents dans Tony Hawk's Skateboarding. Ces personnages sont débloqués si le joueur termine par exemple le jeu à 100 % avec Tony Hawk, tous les personnages ou le skater personnalisable, ou si le joueur finit tous les gaps.
Officer Dick est un policier américain bedonnant en tenue de travail (short et tee-shirt). Selon Tony Hawk, le personnage a probablement été inspiré par un policier jouant dans une publicité télévisée pour le premier jeu Tony Hawk's Skateboarding,. Private Carrera est une femme en jupe courte et chemise blanche serrée. D'après Tony Hawk, Private Carrera n'a aucun rapport avec l'actrice pornographique Asia Carrera. Pour lui, le personnage a été intégré car un membre influent du studio de développement Neversoft a insisté. Tony Hawk a notamment précisé que c'est en rapport avec les voitures Porsche Carrera. Cependant, Asia Carrera déclare dans une interview être le personnage Private Carrera et que même si l'équipe de Neversoft a initialement évoqué la voiture, l'équipe était très excitée à l'idée de la rencontrer lorsqu'elle leur a dit qu’elle allait passer les voir. Dans la version Dreamcast, elle est remplacée par Trixie (personnage sensiblement identique) et dans la version Game Boy Advance, elle est remplacée par Mindy (personnage légèrement différent aux cheveux blonds) ; elle est cependant absente de la version Nintendo 64,. Spider-Man est le super-héros appartenant à l'univers de Marvel Comics et possède quatre tenues dans le jeu,. McSqueeb est un personnage à l'effigie de Tony Hawk à ses débuts dans les années 1980.

### Niveaux
Tony Hawk's Pro Skater 2 comporte huit niveaux principaux très vastes et deux niveaux cachés, déblocables en fin de partie (Hawaï, grâce à une médaille d'or dans chaque compétition et Skate Heaven en finissant tous les niveaux avec tous les personnages réguliers),,. Au lancement du jeu, un seul niveau est accessible. Pour débloquer les niveaux suivants, il faut cumuler en Mode carrière une certaine somme d'argent minimum à chaque niveau,.
Le level design est différent du premier opus, il n'y a plus de niveau linéaire et tout en longueur. Certains niveaux comportent une à deux zones secrètes qui peuvent être dévoilées en réalisant une action précise (réaliser un slide sur un câble ou un rail, rouler sur un morceau de bois ou une sorte d'hélice, récupérer cinq jetons éparpillés dans le niveau NY City pour accéder au métro…),. Certaines zones des différents niveaux ne sont pas secrètes mais sont cachées à la vue ou peuvent être difficile d'accès.

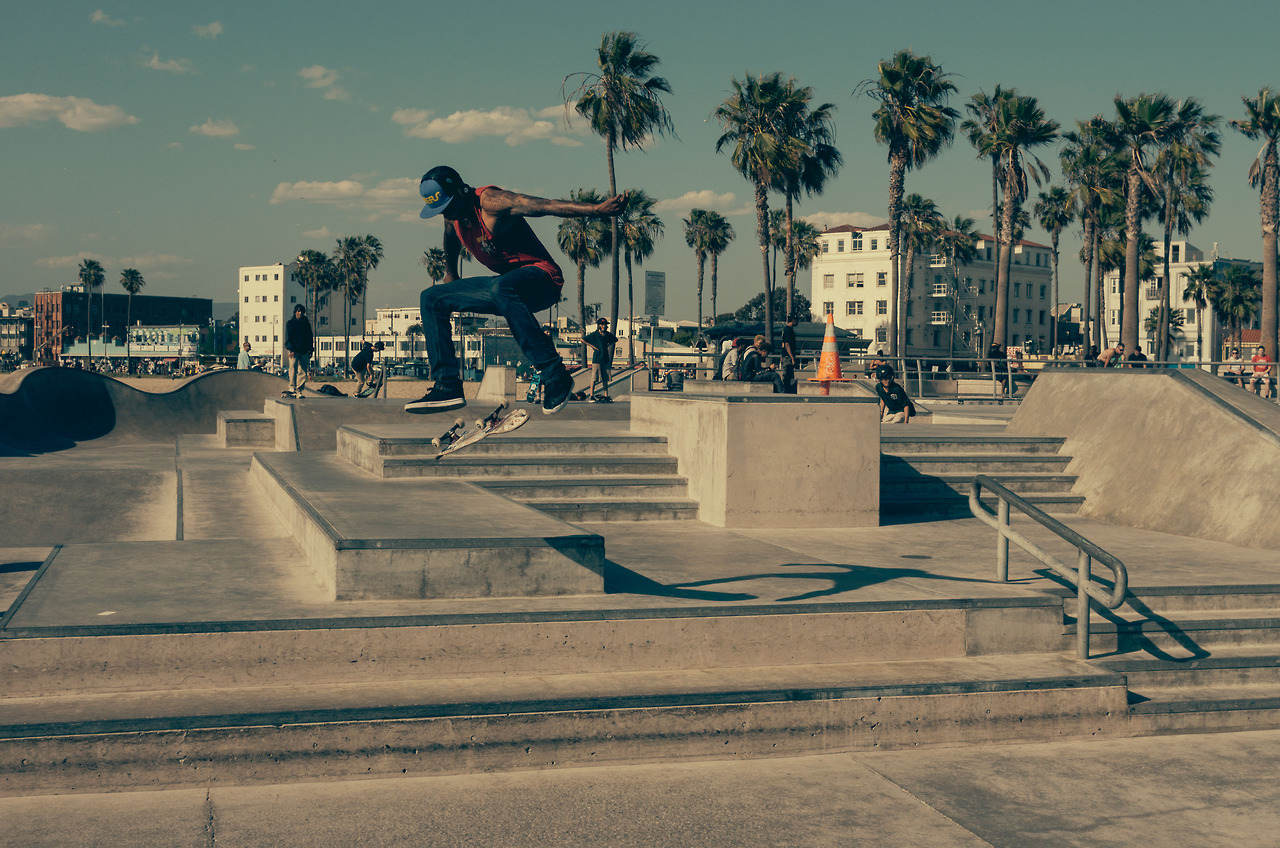
Un skater à Venice Beach.

Le niveau Le Hangar est un entrepôt fictif rappelant celui nommé Warehouse du premier opus Tony Hawk's Skateboarding. Il est composé de deux salles où sont entreposés un hélicoptère et un avion et de deux zones secrètes,,. Le très étendu niveau École Bis prend place dans une école de Los Angeles où une mini-voiture de golf patrouille et peut faucher le joueur à tout moment. C'est une reproduction de l'école Carlsbad High School à Carlsbad, où se déroule la célèbre compétition de skate Carlsbad High. Composé de plusieurs parties séparées par des dénivelés différents, il comporte une zone secrète et une partie cachée difficilement accessible. Le niveau permet au joueur d'atteindre et de skater sur les toits,. Le niveau Marseille, reproduction d'un skatepark situé en France, est principalement constitué de plusieurs bowls, avec une petite partie de flat et de slide et d'une zone secrète. NY City est un niveau urbain dans lequel circulent des taxis avec des conducteurs désagréables, avec deux places en contrebas et une vaste zone cachée. Une rame de métro aérien est présente. C'est une reproduction de Brooklyn Banks et Central Park à New York,,,. Le niveau Venice Beach est inspiré du spot appelé The Pit, situé à Venice Beach en Californie. Le niveau permet d'accéder facilement aux toits, offre beaucoup de transferts de rampe à rampe, et comporte une zone cachée,. Skatestreet est une reproduction du skatepark de Ventura en Californie. Il est composé de plusieurs bowls en bois et de deux zones secrètes,. Philadelphie est un niveau plutôt plat, avec une zone secrète qui est une reproduction du FDR Skatepark, et une zone en terrasse difficile d'accès. Le niveau est une reproduction du Philadelphia Love Park qui privilégie le slide,,,. Le niveau The Bullring est une compétition qui se déroule dans une arène avec un grand half-pipe et un full-pipe. Un taureau qu'il faut éviter galope dans les coursives,. Ce niveau est une reproduction de l'arène et des éléments utilisés dans la vidéo de skateboard The End de Birdhouse, située à Tijuana au Mexique,,,. Hawaï est un niveau fictif composé d'une sorte de bateau abandonné sur les côtes d'Hawaï, constitué d'un grand half-pipe et qui comporte un hélicoptère. La version Nintendo 64 propose en lieu et place de celui-ci un niveau appelé Bikes Headquarters emprunté à Mat Hoffman's Pro BMX. Le niveau fictif Skate Heaven prend place dans l'espace et propose des spots de skate très variés et difficiles ainsi qu'une zone secrète. Le niveau reproduit des gaps et des spots de skateboard célèbres.

## Système de jeu

### Généralités
Tony Hawk's Pro Skater 2 permet au joueur d'incarner un skater célèbre ou fictif dans une vue à la troisième personne avec une caméra fixe. Le joueur doit réaliser des figures et accomplir différentes missions afin de récolter des points dans le but de déverrouiller les niveaux suivants, acheter des statistiques ou des équipements.
Le gameplay est plutôt simple et orienté arcade : le joueur peut largement se cogner contre des obstacles ou rentrer dans les murs sans tomber, permettant un jeu plus fluide. À l'instar de jeux de la même époque comme Motocross Madness ou Supreme Snowboarding, THPS2 s'affranchit d'un réalisme trop présent pour permettre une jouabilité de qualité. À ce titre, si le personnage peut sauter à des hauteurs raisonnables et seulement exécuter des slide assez courts en début de carrière, il peut cependant atteindre des hauteurs démesurées, enchaîner de manière irréaliste plusieurs figures grâce au manual ou réaliser des slide sur de longues distances. Le joueur peut se déplacer librement dans le niveau sans contrainte et décider de remplir les différents objectifs dans l'ordre qu'il veut.
| Air : Hauteur de saut. Hang Time : Durée restée en l'air. Ollie : Hauteur du ollie, saut depuis le sol. Speed : Vitesse de déplacement au sol. Spin : Vitesse de rotation de la planche. Landing : Qualité de la réception. Switch : Qualité du skater en switch. Rail Balance : Qualité de l'équilibre sur les rails. Lip Balance : Qualité de l'équilibre sur les lip. Manual : Qualité de l'équilibre en manual. |

Tony Hawk's Pro Skater 2 comporte quelques éléments de gameplay de type RPG qui permettent de faire évoluer les capacités et qualités physiques des skaters. Chaque personnage possède des caractéristiques propres que le joueur peut augmenter grâce aux dollars récoltés dans le mode carrière. Le joueur peut également acheter de nouvelles planches de skate plus performantes mais aussi les améliorer et obtenir de nouveaux tricks. Chaque skater possède dix jauges comportant dix niveaux chacun. Plus la barre est remplie, plus la qualité concernée est importante,.

### Mouvements et tricks
Dans Tony Hawk's Pro Skater 2, le personnage avance tout seul et est dirigé grâce aux touches directionnelles du clavier ou à la croix directionnelle. Le skater peut sauter à l'aide d'un bouton et le joueur peut le faire tourner sur lui-même quand il est en l'air. Le jeu propose environ 150 tricks différents,.
Un bouton permet de gérer le switch, regular ou goofy, et un autre permet de se mettre en nollie ou fakie. Passer de nollie ou fakie et inversement lors d'une figure permet d'augmenter le facteur multiplicateur des points récoltés pour cette figure.
Le joueur dispose d'un bouton pour réaliser les slides (glisser avec la planche sur l'arête d'un rail, d'une marche, d'une rampe…), d'un bouton pour les grabs (tenir sa planche avec les mains pendant un saut) et d'un autre bouton pour les flip (faire tourner la planche avec les pieds pendant un saut). Le joueur peut faire tourner plusieurs fois le skater en l'air tout en enchaînant plusieurs tricks. Une combinaison de touches permet d'exécuter les tricks au coping (lip).
Il est également possible de réaliser des wall ride (rouler contre un mur) ou des transferts (changement de rampe), ainsi que des manuals (rouler seulement sur deux roues) permettant au joueur d'enchainer des figures,.
Pour garder l'équilibre en manual, en slide et en trick au coping , le joueur doit utiliser les touches droite et gauche, ou haut et bas. Quand le joueur commence un manual, il peut contrôler l'équilibre grâce à une balance qui s'affiche à la verticale à côté du joueur. Le jeu permet d’enchaîner des sauts ou des  slides puis de passer en manual dans le même combo ; cette technique permet d'augmenter le nombre de points obtenus,.
Plus la figure exécutée est variée et complexe, plus elle rapporte de points ; la qualité du replaquage (réception sur le sol) est également importante car elle influe sur le score du combo effectué ainsi que sur la vitesse de déplacement du personnage après la réception et sur la barre de special. La qualité du replaquage peut être évaluée parfait et imprécis.
En plus des mouvements réguliers issus du skateboard, le joueur peut placer un special si la jauge special clignote. Il doit alors réaliser une combinaison de touches pour déclencher une figure de skate rapportant un grand nombre de points. La barre de special se remplit en effectuant des figures qui rapportent beaucoup de points ; néanmoins, le special ne se remplit que doucement si les figures exécutées sont basiques ou trop souvent répétées : la variation des tricks est nécessaire. Plus cette jauge se remplit, plus le skater avance rapidement. Quand elle est pleine, la jauge se met à clignoter et le joueur peut effectuer le trick spécial,.
D'autres combinaisons de touches sont possibles, permettant par exemple d’effectuer un no comply ou de se relever rapidement.
Une innovation importante incluse dans THPS2 est la possibilité de modifier les tricks. Le jeu permet de personnaliser les tricks ainsi que d'acheter de nouvelles figures.

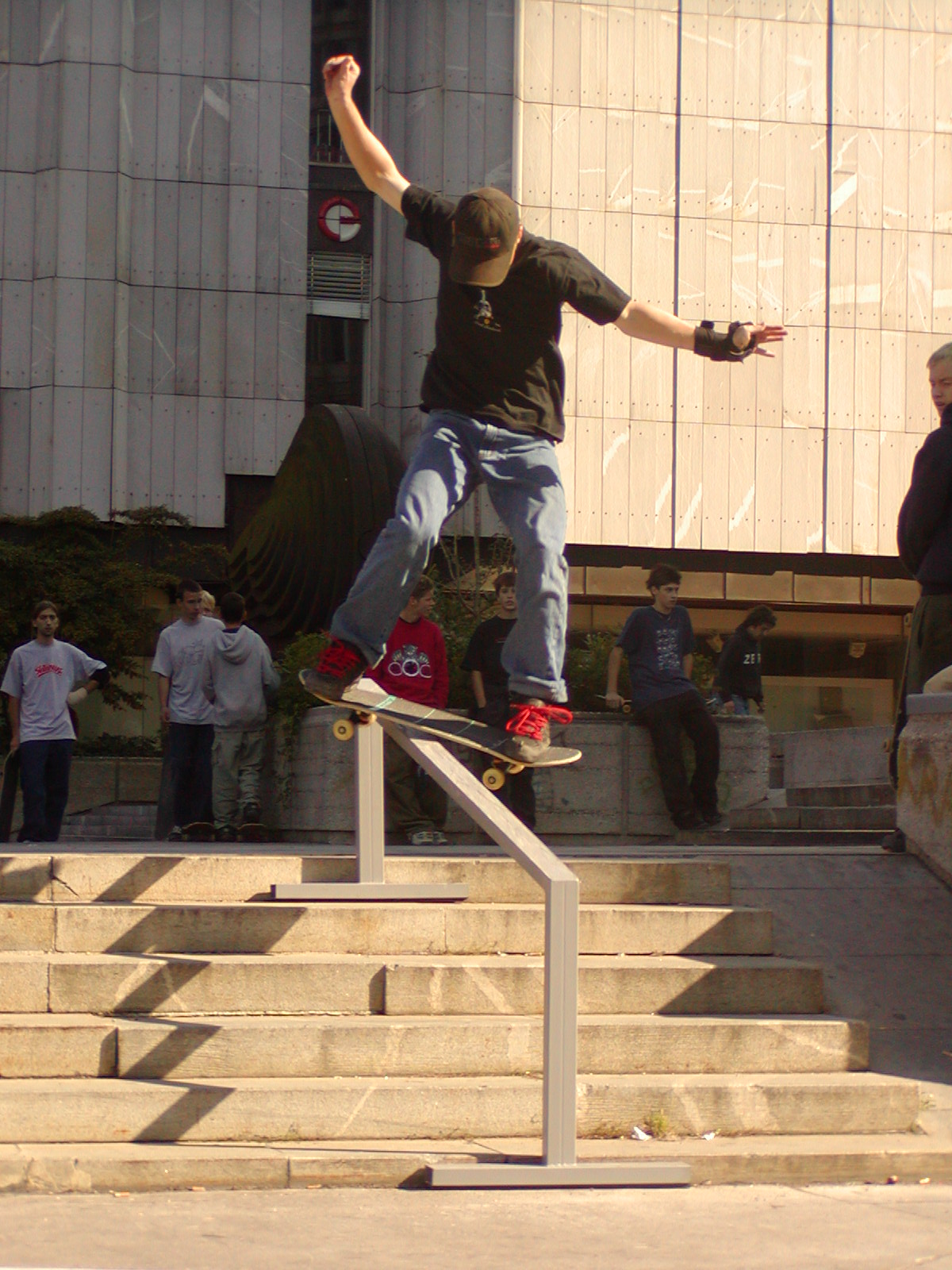
Un slide.
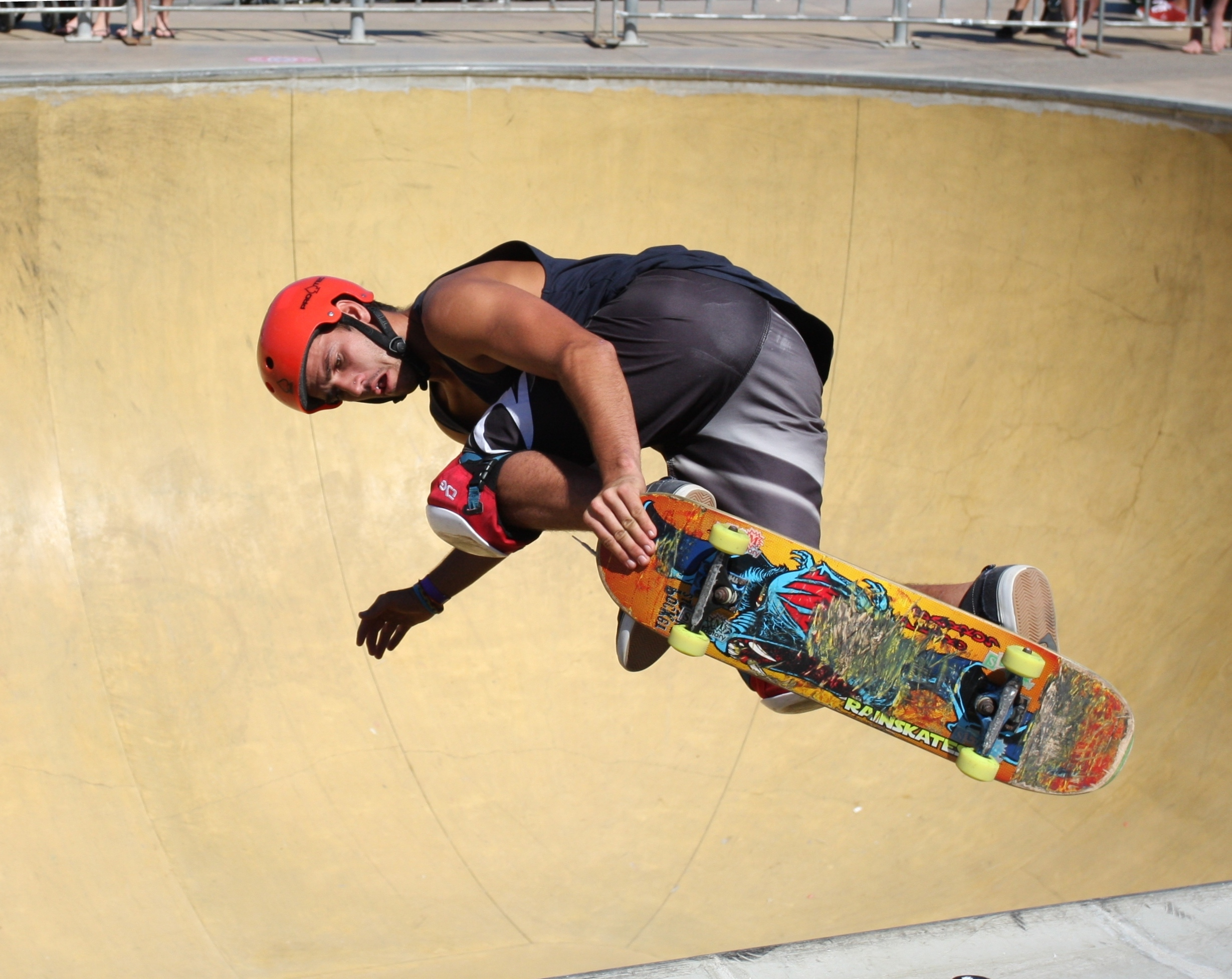
Un grab.
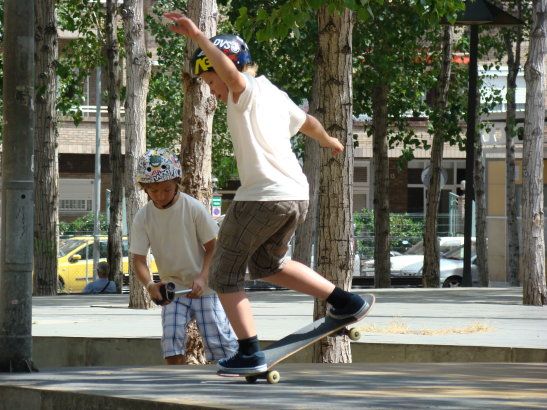
Un manual.
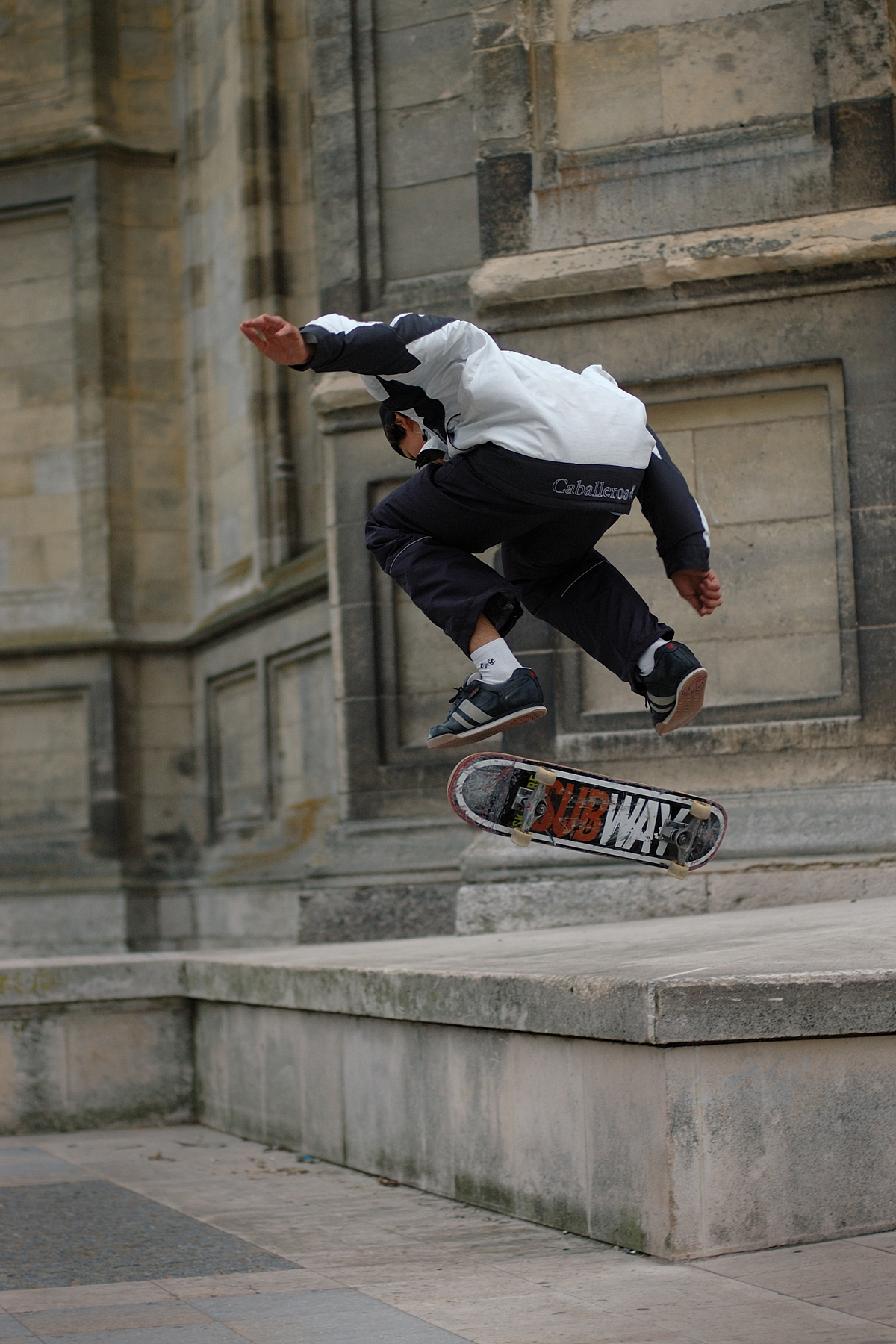
Un flip.
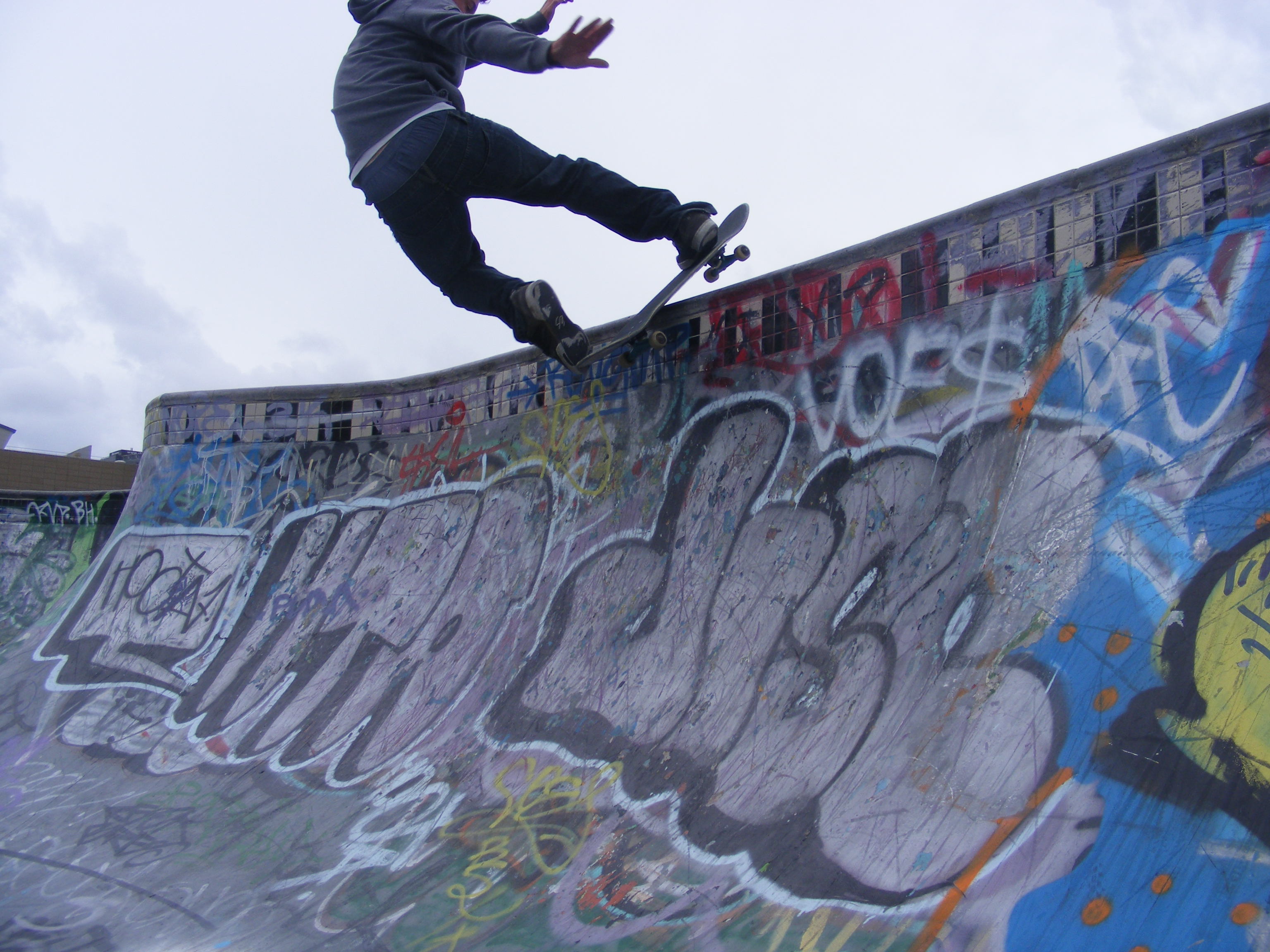
Un trick au coping.
Un ollie.
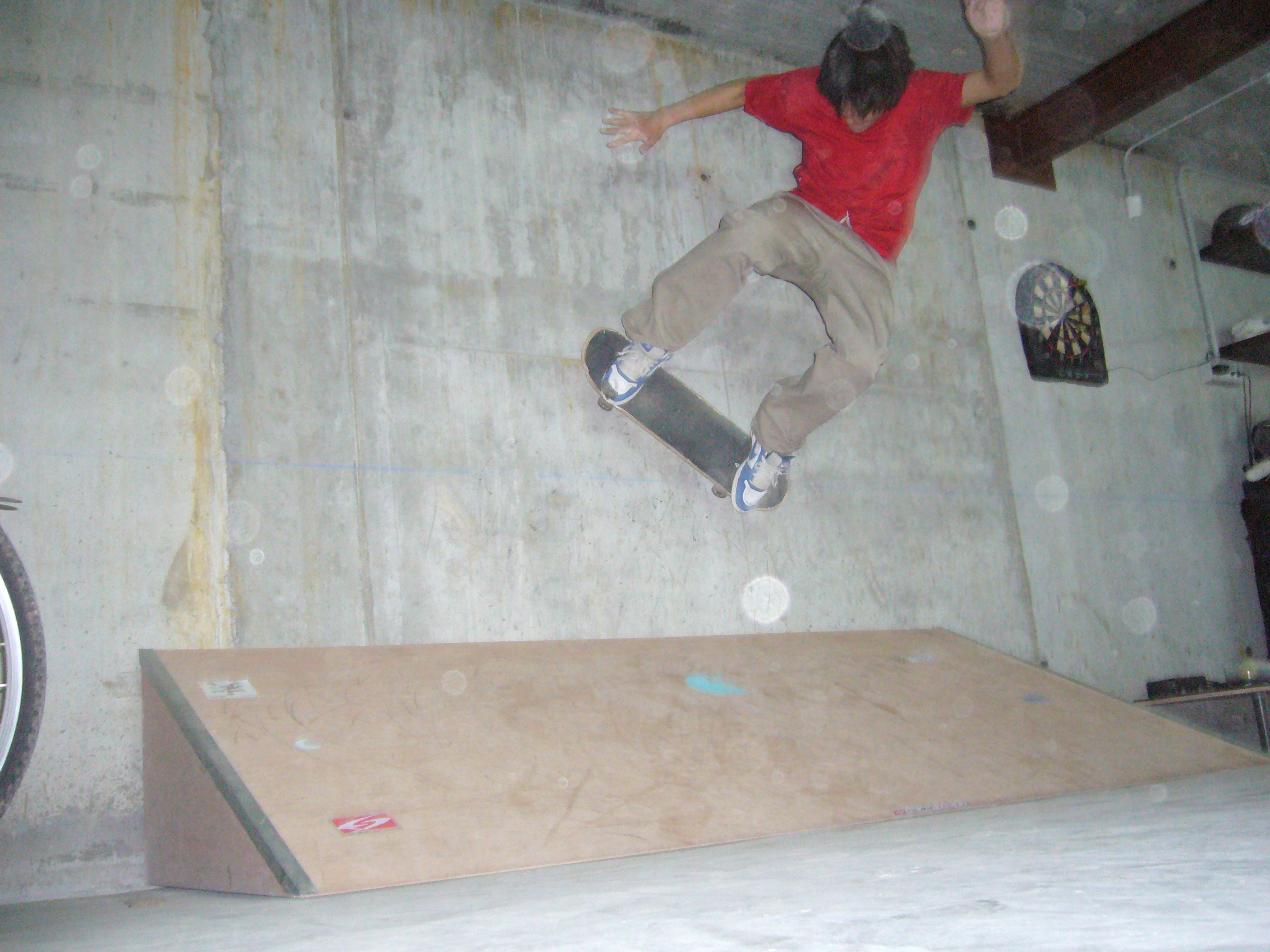
Un wallride.

### Score
Le score est calculé en fonction du nombre de tricks effectués dans un combo et de la qualité de la figure effectuée.
Pour chacun des tricks effectués, 50 à 8 000 points sont donnés, dépendant de la catégorie de la figure. À ceux-ci, on applique différents coefficients multiplicateurs liés à plusieurs facteurs : le nombre de rotations en l'air, chaque demi-tour effectué élevant le coefficient d'un à deux points, celui-ci pouvant s'étendre de 1,5 à 14 ; la qualité de la réception, parfaite ou imprécise, attribuant un coefficient respectif de 1,5 ou 0,75, une réception normale donnant un coefficient égal à 1 ; la répétition des figures, plus le joueur exécutant le même trick dans le même combo, plus le coefficient appliqué est bas, sachant que le premier trick non répété donne un coefficient égal à 1.
Le score donné par chacun des tricks réalisés dans le combo est alors additionné. On y applique un dernier coefficient multiplicateur, dépendant de la position du skater : selon que le joueur effectue son combo en position de base, en switch, en nollie ou en fakie, le coefficient est respectivement égal à 1, 1,2, 2 et 2. Pour ces deux dernières positions, sont encore ajoutés respectivement 200 et 240 points.
Enfin, ce dernier sous-total est multiplié par le nombre de trick effectués dans le combo pour en donner son score total.

### Interface et fonctionnalités
| 1 : Score total 2 : Barre de special 3 : Timer 4 : Position sur la planche | 5 : Skater 6 : Trick 7 : Score du dernier trick |

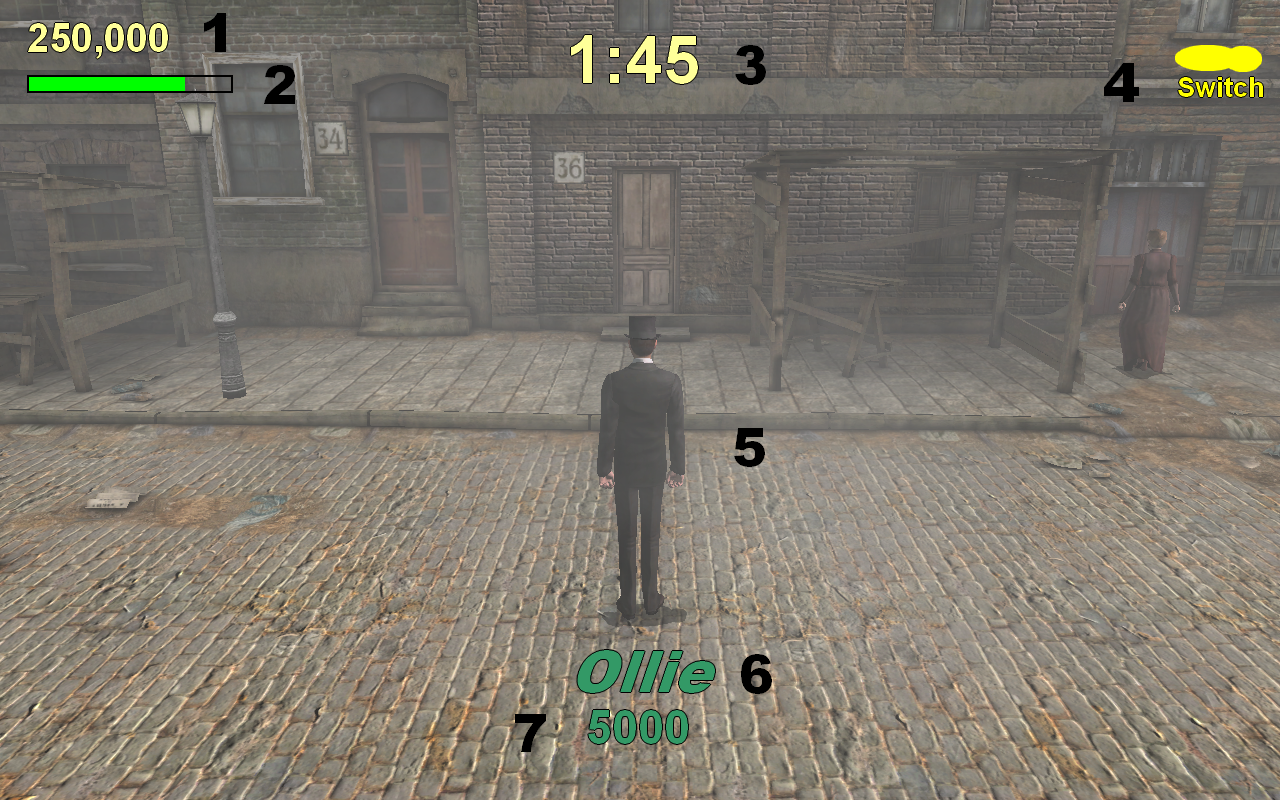
Reproduction de l'interface de jeu :
1 : Score total
2 : Barre de special
3 : Timer
4 : Position sur la planche
5 : Skater
6 : Trick
7 : Score du dernier trick

Durant le jeu, en haut de l'écran et de gauche à droite sont affichés le score total avec la barre de special en dessous, au centre le timer, et à droite une icône présentant la position sur la planche. En bas au centre sont affichés le nom des figures (et des enchaînements exécutés) et le score de chaque figure,.
Le jeu propose un système de high score par niveau et un système de sauvegarde. Chaque session de jeu est enregistrée, le joueur peut la visionner en fin de partie,. Il peut également changer de vue en rapprochant la caméra du personnage à l'aide d'un bouton.

### Modes de jeu
Il existe plusieurs modes de jeu : skate libre, mode carrière, session simple, multijoueur et l'éditeur de skatepark.

#### Mode carrière
Les niveaux et les difficultés sont croissants. Tous les niveaux comportent un certain nombre de billets à récolter, plus ou moins cachés et accessibles. Le mode carrière permet d'accéder à une boutique dans laquelle le joueur peut acquérir de nouvelles planches et de nouvelles figures,.
Chaque niveau régulier comporte dix missions à réaliser pendant une durée de deux minutes. Certaines sont communes à tous les niveaux, comme obtenir trois scores de niveaux croissants appelés Meilleur score, Score pro et Score dément, ces scores étant de plus en plus importants pour chaque nouveau niveau, collecter toutes les lettres du mot « SKATE » qui sont disséminées dans les niveaux, prendre la cassette vidéo secrète ou finir le niveau à 100 %. Les autres missions sont très variées, : elles peuvent par exemple demander de réaliser des figures à des endroits précis, réaliser des sauts à des endroits difficiles, collecter des objets ou rouler sur des éléments de jeux.
Chaque défi réalisé permet de gagner de l'argent, argent qui permet d'améliorer les caractéristiques des skaters et d'acheter des planches plus performantes ainsi que de nouvelles figures,,.
Trois des niveaux sont des compétitions dans lesquelles le joueur doit réaliser le score le plus élevé possible sur trois manches d'une minute chacune afin de récolter la meilleure note possible des juges. Seules les deux meilleures manches sont prises en compte pour établir le classement final. Plus le score est élevé, plus la note finale l'est également, mais comme tout jury classique, le jury virtuel note le skater en fonction de la variété des figures, de leur difficulté ainsi que de leur qualité. Logiquement, de mauvaises réceptions et des chutes nuisent à la note finale. Une médaille d'or permet d'atteindre 90 % des objectifs d'un niveau et les 10 % restants sont gagnés en récoltant les billets cachés dans chaque niveau.

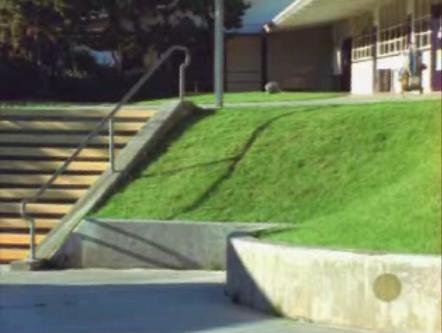
Carlsbad gap à Carlsbad, dans le niveau École Bis (qui est une reproduction de l'école Carlsbad High School).

Le jeu propose pour chaque niveau, en plus de tout le contenu du mode carrière, une liste de gaps, consultable via le menu principal. Un gap est un petit défi à effectuer : le joueur doit alors réaliser une figure de skate ou un saut à un endroit précis, un slide sur une barre, un rail ou un banc précis, enchaîner des sauts ou des tricks sur un élément de décor du niveau,. Le système de gap rallonge considérablement la durée de vie du jeu car une part de recherche est nécessaire pour trouver le bon spot où il doit être exécuté.

#### Multijoueur
Le mode deux joueurs permet de jouer cinq types de jeux multijoueurs : « Graffiti », « Trick Attack », Chat, Pendu et « Free skate »,,,. Le jeu propose également un chat. Sur PC, le jeu est possible en LAN et en hotseat pour le pendu ; le jeu Free skate est cependant absent,.
Dans le mode Graffiti, le temps est défini par les joueurs qui essayent de faire le plus grand score sur des éléments du décor. Chaque fois qu'un skater fait un trick sur un objet, il se distingue automatiquement par une couleur. Si un autre joueur refait un trick sur le même objet en obtenant un score plus important, la couleur change. Le but est de lier le plus d'éléments à la couleur associée au skater,.
Trick Attack est un mode libre où le joueur peut enchaîner les tricks comme il le souhaite, pour effectuer le meilleur score. Il est possible de bousculer le concurrent pour le faire tomber et éviter qu'il ne marque de points,,.
Le Chat est une réinterprétation du jeu du loup (tag en anglais) : le joueur doit exécuter des tricks et toucher un joueur puis ne plus être « touché ». À la fin du jeu, le dernier joueur à ne pas être touché a gagné,,.
Le Pendu est un jeu qui se déroule par deux joueurs, chacun son tour, sur la même plate-forme et le même écran. Deux joueurs s'affrontent sur n'importe quel niveau du jeu dans une manche chacun, d'une durée de 8 secondes (soit un trick). L'endroit du départ de chaque manche dans un niveau est aléatoire. Le joueur qui a le score le plus faible  obtient une lettre du mot pendu : le premier qui obtient le mot entier a perdu,,.
Free skate permet au joueur de skater librement sur le même niveau sans aucun objectif de score.

#### Simple session et Skate libre
Parmi tous les niveaux et personnages débloqués, le mode Simple session permet au joueur de réaliser le score le plus important sur une durée de deux minutes.
Le mode Skate libre n'impose pas de limite de durée, le jeu se déroulant sans fin imposée sur les niveaux choisis.

#### Éditeur depark

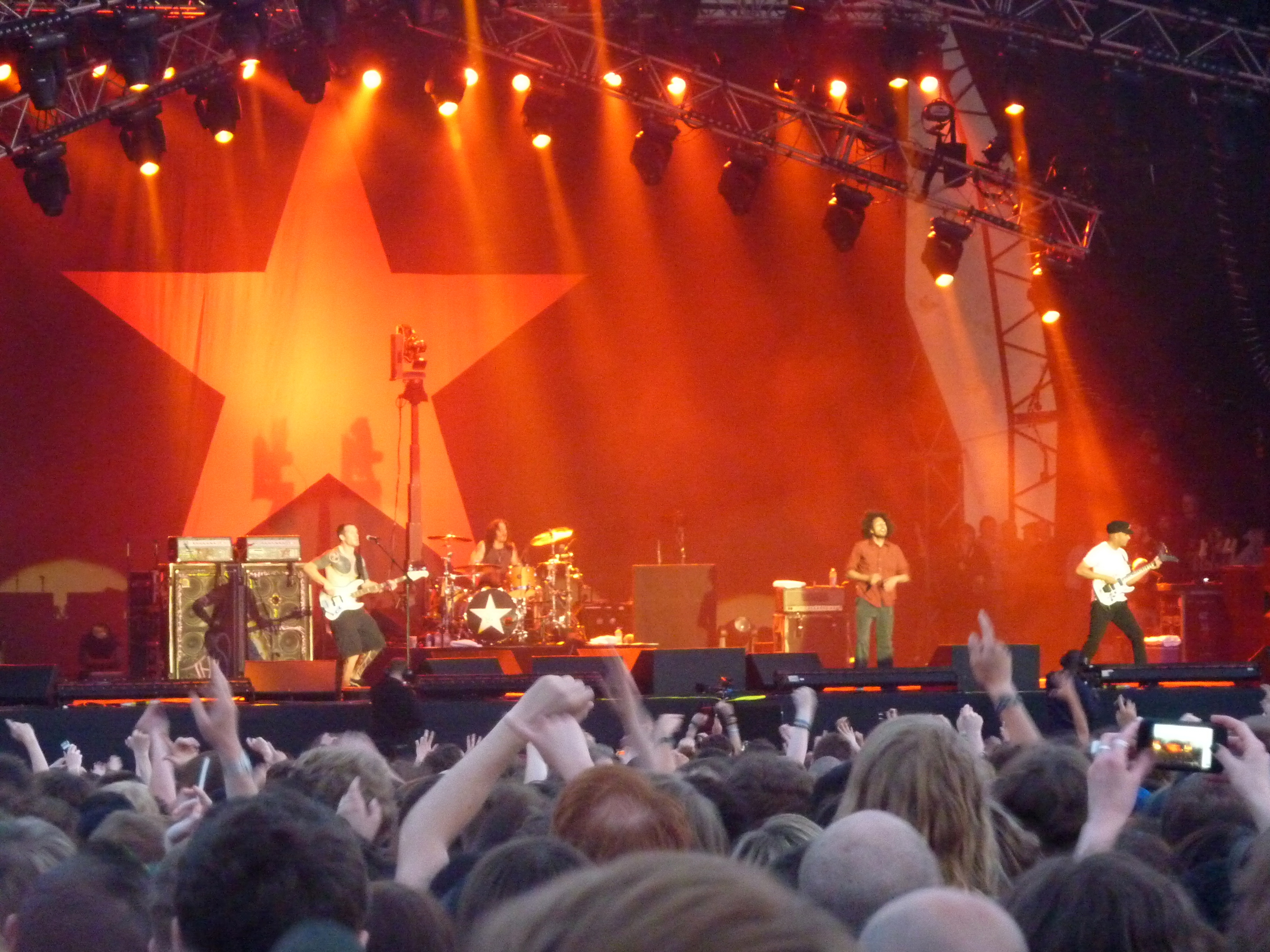
Rage Against the Machine en concert (août 2010). Guerrilla Radio est utilisée au début de chaque vidéo personnelle des skaters.

Le jeu propose un éditeur de parc, le Park Editor, comportant plus de 100 pièces et un nombre variable de parcs pré-construits selon les plates-formes. L'éditeur de niveau est simple et intuitif avec une prise en main facile. La construction d'un niveau se fait sur un espace plat carré et vide que le joueur peut faire tourner sous l'angle qu'il veut. Quatre thèmes sont disponibles : centrale électrique, extérieur, usine et environnement bonus. Deux listes déroulantes permettent de choisir des éléments, le joueur peut les tourner et les mettre à la hauteur qu'il désire avant de valider. Le joueur décide également du point de départ et peut rajouter des gaps,,.

## Musique et sons
Le jeu bénéficie de bruitages d'ambiance et l'on peut entendre des skates qui tombent, roulent ou glissent sur des barres en ferraille ou du béton, des cris de spectateurs ou de personnages,.
La musique punk rock et hip-hop de Tony Hawk's Pro Skater 2, correspondant à l'univers du skateboard, est une composante prépondérante du gameplay,. Elle a été composée par les groupes Anthrax, Public Enemy, Rage Against the Machine, Millencolin, Bad Religion ou Lagwagon,,,.
Une seizième piste est uniquement utilisée durant la vidéo personnelle de Kareem Campbell, City Star interprétée par Born Allah.
La version PC coréenne comporte en outre sept titres supplémentaires du groupe Fin.K.L (voir la section correspondante).

## Développement
Alors que Tony Hawk's Skateboarding est commercialisé depuis quelques jours, Activision rachète Neversoft le 4 octobre 1999. Fort du succès du jeu dès l'année de sa sortie, créer une suite est inévitable et Neversoft travaille immédiatement sur un second opus,. THPS2 bénéficie finalement de toutes les fonctionnalités que Neversoft n'a pu inclure dans le premier opus, faute de temps. Le 24 septembre 1999, la préparation de la suite de Tony Hawk's Skateboarding est révélée par Activision par le biais d'une annonce dans laquelle l'entreprise recherche des développeurs supplémentaires.
Activision annonce officiellement le 22 février 2000 que la suite de THPS est en développement et doit sortir à la fin de l’année 2000 sur les plates-formes Nintendo 64, Game Boy Color, PlayStation, Dreamcast, et PC. Dès fin mars, le site web GameSpot  essaye une démo du jeu en alpha. La première apparition publique du jeu est effectuée à l'E³ 2000 avec une démo non jouable,. Par la suite, la presse spécialisée est régulièrement informée des avancées de Neversoft. Peu de temps après l'E³ 2000, une démo jouable est intégrée dans le CD de compilation JamPack Summer 2K sur PlayStation,. La bande son est dévoilée en juillet 2000 par Activision,,.
Le développement de Tony Hawk's Pro Skater 2 a revêtu un caractère difficile en raison de la sortie en 2000 de Grind Session de Shaba Games sur PlayStation, qui a su pallier les oublis de Tony Hawk's Skateboarding tout en amenant des idées novatrices et efficaces. Au pied du mur, l’équipe de développement ne s'est pas contentée de remettre à niveau THPS2 mais a complètement remanié le jeu sur le fond et la forme, ce qui remet la licence loin devant la concurrence. Même si le jeu reste dans la même veine graphique, un progrès a été effectué dans les textures,. L'accent a été mis sur l'interaction entre le skater et son environnement. Le fonctionnement des tricks et des figures n'a pas été bouleversé et conserve globalement les bases mises en place dans Tony Hawk's Skateboarding. Par ailleurs, THPS2 est le premier épisode de la série à voir apparaitre le concept d'argent dans son gameplay.
Le moteur de jeu de Tony Hawk's Skateboarding était une version modifiée de celui d'Apocalypse qui était lui-même issu du projet de jeu avorté Big Guns de Neversoft,,,. THPS2 reprend et améliore le moteur de jeu de Tony Hawk's Skateboarding ; ce même moteur fait également tourner Spider-Man sorti en 2000,,,.
THPS2 est le premier jeu de la série Tony Hawk's à intégrer un éditeur de niveau, un jeu en multijoueur et les manuals. Neversoft avait prévu d'inclure les manuals dans Tony Hawk's Skateboarding mais n'avait pas pu le faire à cause de contraintes de temps. C'est également le premier jeu à proposer la création d'un skater personnalisable et la possibilité de modifier des tricks. Trois nouveaux skaters professionnels ont été introduits par rapport au premier opus : Steve Caballero, Rodney Mullen, et Eric Koston. Les contrôles sont très précis et très efficaces, répondant désormais immédiatement aux actions du joueur,. Le jeu permet également d’enchaîner des sauts ou des slides puis des manuals et encore d'autres figures, alors que dans le premier opus, le trick s'arrêtait à la fin du premier mouvement. Cette technique permet d'améliorer considérablement les scores.
Comme beaucoup de jeux sur console de salon, l'équipe de développement a intégré au jeu une multitude de codes secrets, aussi bien pour tricher et obtenir des fonctions déblocables sans jouer que pour modifier l'aspect du jeu ou le gameplay : par exemple, le cheat Moon Physics permet d'attendre des hauteurs très importantes ; le Disco Mode, quant à lui, permet de repeindre les niveaux dans un patchwork de couleurs. Le jeu permet également de débloquer d'innombrables contenus si le joueur réussit des objectifs : il peut par exemple obtenir des skaters ou des niveaux cachés ou débloquer des vidéos réelles des skaters avec lesquels il a obtenu trois médailles d'or en compétition.
Le 3 octobre 2001, soit quelques jours avant la sortie de Tony Pro Skater 2X, Activision rachète le studio Treyarch, qui a effectué le portage de THPS2 sur Dreamcast et Xbox. L'équipe « historique » de développement de la version originale est complètement intégrée en juillet 2014 à Infinity Ward, un studio de développement d'Activision.

## Versions

### PlayStation
Le jeu original sur PlayStation développé par Neversoft et édité par Activision est sorti en septembre 2000 en Amérique du Nord et en Europe et en mars 2001 au Japon. Il est évalué ELSPA 11-14, SELL Pour tous publics, ESRB T, OFLC PG et USK 6,,,,. Le jeu est édité au Japon sur PlayStation par Success. Activision le réédite dans les collections « Greatest Hits » aux États-Unis et « Platinum » en Grande-Bretagne. La version PlayStation inclut une démo de Mat Hoffman's Pro BMX accessible depuis le menu « Options ».

### PC
Tony Hawk's Pro Skater 2 est porté par LTI Gray Matter sur PC et sort en octobre 2000 en Amérique du Nord et en novembre 2000 en Europe. Il est évalué ELSPA 15-17, ESRB T, SELL Pour tous publics et USK 6,,,. Le jeu est réédité dans les collections « Collection Légendes » par Activision, « Hi-Score » par PointSoft et « Xplosiv » par Empire Interactive, ce dernier éditeur compilant également THPS2 avec Mat Hoffman's Pro BMX. La version PC propose de meilleures textures que la version PlayStation et que toutes les autres versions console, à l'exception de celle de la Xbox, mais la qualité des graphismes se situe bien en deçà de tous les jeux PC de l'époque,.
La version PC a bénéficié d'une version coréenne spéciale, éditée le 13 avril 2001 par l'entreprise sud-coréenne Bisco, incluant les quatre membres du groupe féminin de K-pop sud-coréen Fin.K.L,. Le jeu a été évalué par le Korea Media Rating Board 12세이용가 (12 ans et plus) pour un usage privé et 업소용 전체이용가 (pour tous public) pour un usage commercial (PC bang et salle d'arcade). Quatre personnages supplémentaires sont donc disponibles, Lee Hyo Ri, Ock Joo Hyun, Lee Jin et Sung Yu Ri, partageant les caractéristiques de quelques skaters professionnels, respectivement Bob Burnquist, Steve Caballero, Kareem Campbell et Rune Glifberg. Les personnages possèdent deux tenues différentes, une photo et une biographie personnalisées, mais seulement une planche personnalisable sur laquelle le seul sponsor qui peut y être apposé est le logo du groupe. Cette version comporte également une bande son complétée par sept chansons de Fin.K.L (Now et Feel Your Love (Now), To My Prince et White (S.P.E.C.I.A.L.), Everlasting Love, Waiting For You et Pride (White)),,.

### Dreamcast
La version Dreamcast réalisée par Treyarch est sortie en novembre 2000 aux États-Unis et en octobre 2000 en Europe. Elle a été évaluée ELSPA 15-17, ESRB T et SELL Pour tous publics,,. Les textures ont un meilleur rendu et l'animation est de meilleure qualité que sur la version PlayStation mais le jeu reste un simple portage avec des ajouts très infimes et un simple lifting technologique,. Le jeu multijoueur s'effectue en écran splitté.

### Game Boy Color
Tony Hawk's Pro Skater 2 sur Game Boy Color, sorti en novembre 2000 aux États-Unis et en Europe, est développé par Natsume. Il est évalué ESRB E et USK 6. Le jeu comporte seulement deux modes de jeu (Carrer Mode, Free Skate), 13 skaters et sept niveaux, le niveau Marseille étant supprimé. Le jeu permet de visualiser des images déblocables et propose également un système de code pour reprendre la partie à l'endroit où le joueur l'a laissée. Les capacités limitées de la console portable ne permettant pas de porter le jeu en 3D, le jeu se déroule en défilement latéral dans les deux sens pour les compétitions et en vue en 3D isométrique pour les niveaux situés en ville. Les contrôles sont rudimentaires et le slide est automatique si le joueur saute sur un élément. Un bouton sert à sauter et faire des tricks et l'autre à s'arrêter. La bande sonore a été entièrement remplacée par des instrumentaux au synthétiseur à cause des capacités limitées de la console. Un système de mots de passe permet de sauvegarder la progression du joueur,.

### Mac
La version Mac, annoncée en janvier 2001 à la surprise générale lors de la Macworld Expo de la même année, est réalisée par Westlake Interactive et éditée par Aspyr en mai 2001 aux États-Unis uniquement. Elle est évaluée ESRB T. C'est un portage de la version PC sur OS X et Mac OS 8.6 et plus. La version Mac est quasiment identique à la version PC, le mode multijoueur étant possible via GameRanger.

### Game Boy Advance

Logo de SK8: Tony Hawk's Pro Skater 2

Tony Hawk's Pro Skater 2 sur Game Boy Advance est développé par Vicarious Visions et sort en juin 2001 en Europe et aux États-Unis et en décembre 2001 au Japon. Il est évalué ESRB E et USK 6,. Cette version propose tous les modes de jeu à l'exception de l'éditeur de skatepark, du mode multijoueur et du skater personnalisable. Le jeu est légèrement différent des autres versions puisqu'il se déroule en 3D isométrique. Il comporte six niveaux : Le Hangar, École Bis, Marseille, Warehouse, adaptation du niveau de THPS, NY City et Skatestreet). Les contrôles sont légèrement différents à cause du nombre limité de boutons disponibles. La bande-son a été transformée, les titres sous licence se retrouvant en instrumentaux un peu raccourcis. Le jeu est édité le 14 décembre 2001 au Japon par Success sous le titre SK8: Tony Hawk's Pro Skater 2.

### Nintendo 64
THPS2 sur Nintendo 64 sort en août 2001 aux États-Unis et en octobre 2001 en Europe, le jeu n'étant pas commercialisé en France. Il est évalué ESRB E, ELSPA 11-14, et USK 6,,. Cette version est réalisée par Edge of Reality, la même équipe qui a réalisé le premier opus sur Nintendo 64. Activision annonce d'abord en avril 2000 que le développement du jeu sur Nintendo 64 est annulé, mais révèle plus tard en mars 2001, la sortie du jeu aux États-Unis sur cette même plate-forme. À l'instar de ce dernier, l'animation est plus fluide et les textures moins crénelées que sur PlayStation. Le jeu comporte toutes les fonctionnalités de la version PlayStation et intègre également un niveau appelé Bikes Headquarters, un skatepark dans un hangar, emprunté au jeu Mat Hoffman's Pro BMX. De nouveaux codes de triche sont introduits et la bande-son ne compte plus que six titres écourtés.

### Xbox
Tony Hawk's Pro Skater 2X ou THPS2X sur Xbox est une version améliorée du jeu original, réalisée par Treyarch et sortie uniquement en Amérique du Nord en novembre 2001. Il est évalué ESRB T.

Logo de Tony Hawk's Pro Skater 2X

Le système de jeu bénéficie de plusieurs ajouts. En plus des niveaux originaux de THPS2, le jeu comporte également tous les niveaux de Tony Hawk's Skateboarding ainsi que cinq niveaux inédits créés pour cette version : Club à Londres, Construction Site à Dallas, Skate Park à Tampa, Subway à New York et Sky Lines à Detroit,. Le mode carrière commence avec les niveaux classiques de THPS2 et une fois ceux-ci terminés, une petite carrière 2X débute et permet de débloquer progressivement les nouveaux niveaux. Gagner une médaille dans la carrière 2X débloque la carrière THPS avec les niveaux du premier opus. Le skater personnalisable peut désormais être une femme. Le menu a été repensé et le joueur peut contrôler l'équilibre en manual, en slide et trick au coping grâce à une balance qui s'affiche au-dessus du joueur dès qu'il commence le trick. Le joueur doit garder l'équilibre avec les touches droite et gauche ou haut et bas. Lorsque la barre de special est pleine, l'image passe en flou cinétique, un peu à la manière du bullet time de Matrix, et indique que le personnage a acquis de la vitesse et de l'endurance supplémentaire sur une durée limitée. Cette version comprend un mode Free skate multijoueur qui permet principalement de parcourir les niveaux. De plus, le mode multijoueur est possible à quatre joueurs en écran splitté sur la même console et à huit si deux consoles sont reliées entre elles.
Les graphismes sont remaniés et dépassent en qualité toutes les versions de Tony Hawk's Pro Skater 2 disponibles sur les autres plates-formes. Les textures sont redessinées et de meilleure qualité, ce qui permet d'afficher plus de détails à l'écran, par exemple les textures plates de l'herbe disparues au profit d'une pelouse avec des brins d'herbe, et les couleurs sont retravaillées,.
La bande-son de THPS2 est entièrement présente dans la version 2X et le jeu permet également de créer sa propre playlist. Les effets sonores sont meilleurs et plus réalistes. Les niveaux du premier opus conservent certains des bruitages originaux mais utilisent également des sons issus des versions plus récentes,.

### Windows Mobile/Windows Phone
La version Windows Mobile est réalisée par Aspyr et éditée en avril 2006. Elle est évaluée ESRB E. Au lancement du jeu, la configuration minimum de cette version nécessitant un processeur graphique Intel 2700G, le jeu est disponible uniquement pour certains appareils de la série Dell Axim. Le jeu fonctionne sur Windows Phone 8 et 8.1,.

### iOS
Officiellement annoncé le 12 mars 2010 via le compte Tweeter personnel de Tony Hawk, Tony Hawk's Pro Skater 2 sur IiOS est développé et édité par Activision à partir du 1er avril 2010. Le skater personnalisable, le mode multijoueur, les niveaux Hawaï et Skate Heaven ainsi que l’éditeur de parc sont supprimés. La bande-son est entièrement renouvelée. Les contrôles sont affichés directement sur l'écran sous forme de quatre boutons virtuels, Grind, Grab, Ollie et Flip, et d'une croix directionnelle virtuelle pour diriger le skater. Le jeu est retiré de l'App Store en 2014,.

## Commercialisation
Tony Hawk's Pro Skater 2 bénéficie d’une sortie en avant-première et en exclusivité chez Best Buy à West Los Angeles en présence de Tony Hawk le 19 septembre 2000, deux jours avant la sortie officielle,.
THPS2 bénéficie d'une sortie multiplateforme, mais est à l'évidence un jeu PlayStation porté sur différentes machines tant la version PC ne tire pas profit des capacités des ordinateurs de l’époque. La sortie du jeu sur Nintendo 64 aurait dû se faire en même temps que la sortie initiale sur PlayStation mais elle est délibérément retardée par Activision dans le but de favoriser les ventes de l'original sur console PlayStation. Lors de la sortie du jeu, la version PlayStation est vendue en France à 299 francs et la version Dreamcast à 349 francs mais Activision décide de proposer la version PC, comptant pourtant des fonctionnalités supplémentaires, à 199 francs pour favoriser les ventes du deuxième opus sur PC,.

## Réception

### Accueil

#### Version originale
Tony Hawk's Pro Skater 2 reçoit beaucoup de critiques élogieuses et reste un des jeux vidéo les mieux notés de tous les temps sur PlayStation avec un résultat de 94,75 % sur GameRankings et de 98 % sur Metacritic. Sur le site IGN, le journaliste Luke Reilly classe la démo de THPS2 quatrième meilleure démo de tous les temps et l'équipe décerne en 2009 à ce jeu le Most Important Gameplay (« Gameplay le plus important ») sur PlayStation, Nintendo 64 et Saturn. De son côté, Eye Candy, rédacteur d'Eurogamer, déclare que THPS2 est le champion suprême des jeux de sport extrême. Pour sa part, Pilou, journaliste de Jeuxvideo.com, trouve le jeu « incroyablement distrayant, pour le plus grand bonheur du public averti tout en restant accessible aux autres joueurs. Sans conteste, une belle réussite. ». Et Willow, journaliste de Joypad, trouve que la version originale THPS2 n'innove pas beaucoup mais « mérite son statut de bombe vidéoludique ».
Celui-ci remarque également que le système de trick est identique au premier opus. De son côté, Pilou déclare que la maniabilité et le gameplay sont « un régal ». Pour lui, la qualité de la maniabilité permet au joueur de placer le skater où il le désire et de la manière dont il le souhaite ; il regrette néanmoins que la prise en main nécessite un entraînement. Ben Silverman, rédacteur du site Game Revolution, estime quant à lui que les excellents contrôles permettent au jeu d'atteindre le top des jeux vidéo. Pour David Smith, rédacteur d'IGN, le système de jeu issu du premier opus est un mélange de jeu de skateboard orienté arcade et de jeu d'aventure à la liberté totale de mouvement. Pour lui, le contrôle du personnage est excellent, surtout comparé à la concurrence. Il estime que le level design des niveaux diffère du premier jeu de la série, les niveaux ne s'étalant plus sur toute leur longueur.
Concernant les graphismes, Pilou les trouve excellents avec une bonne sensation de vitesse. Pour lui, le moteur du jeu est étonnant par sa fluidité et son niveau de détail. La modélisation des skaters et des décors contribue à la sensation de réalisme qui est cependant mise à mal par le gameplay de style arcade. Willow indique également que les graphismes sont d'une grande finesse. De son côté, Jay Fitzloff, journaliste à Game Informer, estime que les décors supportent plus de textures et offrent plus d'objets avec lesquels on peut interagir que son prédécesseur. Pour sa part, Silverman estime que les graphismes ont à peine changé par rapport à Tony Hawk's Skateboarding mais restent plus beau que 90 % des jeux PlayStation. Pour Jeff Gerstmann, rédacteur du site GameSpot, même si les niveaux sont très grands, le jeu fonctionne toujours sans ralentissement. Pour lui, la caméra fonctionne parfaitement dans toutes les situations mais il regrette de ne pas pouvoir bénéficier d'une vue à la première personne comme dans Grind Session, défaut que confirme aussi Silverman et Willow. De son côté, Smith note que les graphismes n'évoluent pas beaucoup mais sont meilleurs qu'avant, grâce à des polygones plus nombreux. Il estime certains éclairages intéressants, notamment dans le niveau de Marseille, et remarque également des textures plus travaillées et détaillées, comme certains graffitis visibles. Il évoque aussi la richesse des couleurs et l'amélioration des ombres ainsi que le visage et les vêtements des personnages qui comportent plus de détails. Il relève en outre que l'animation des personnages reste dans les standards du premier opus mais devient plus complète avec des tricks plus complexes. Cependant, il estime que l'horizon est trop flou sur les grands niveaux et même parfois sur d'autres plus petits, malgré les murs qui les entourent. Pour sa part, le journaliste d'Edge relève que le moteur est poussé à son maximum, produisant des animations superbes, mais qu'il conserve les problèmes de brouillard de distance du premier jeu. Cependant, c'est pour lui un détail mineur car les capacités du processeur de la PlayStation sont limitées et parce que Neversoft n'a pas cherché à faire un jeu visuellement beau mais un jeu plus grand, meilleur et aussi addictif que le premier opus. Pour Daniel Erickson, rédacteur du site Daily Radar, les déplacements des personnages sont fluides et les modèles sont si détaillés qu'ils ressemblent à ceux de la version Dreamcast de Tony Hawk's Skateboarding.

#### Portages

##### PC
Tony Hawk's Pro Skater 2 sur PC reçoit également beaucoup de critiques élogieuses avec des notes très élevées. Le jeu réalise notamment un score de 85,77 % sur GameRankings et de 91 % sur Metacritic.
Ainsi, Jean-Charles Daguinot, rédacteur du site Gamekult, déclare que : « Tony Hawk 2 offre au PC ce qui se fait de mieux en matière de jeu de skateboard ». Pilou, journaliste de Jeuxvideo.com, qualifie THPS2 de réussite, et note que le jeu devrait faire date dans l'histoire des jeux de sports de glisse, précisant que : « c'est une mine d'or sur de nombreux aspects ». Pour Guillaume Facon, rédacteur de PC Jeux, THPS2 s'impose comme la référence de jeu de skate sur PC, faute de concurrence, et se détache largement de son concurrent MTV Sports: Skateboarding - Featuring Andy Macdonald, sorti un mois plus tôt en octobre 2000, par ses qualités ludiques. Usul, journaliste à Gamekult, teste lui aussi le jeu et estime que MTV Sports: Skateboarding est un faire-valoir et un jeu médiocre qui renforce la position de leader de THPS2.
Pilou note peu de différences entre la version originale et son portage, avec des modes de jeu rigoureusement identiques. La maniabilité est pour lui excellente dans la mesure où les personnages répondent parfaitement aux actions commandées. Pour Daguinot, le mode carrière a pris une ampleur qui approche de la perfection. Pour lui, la maniabilité est bonne et l'enchaînement des figures est facile dans les rampes ; il note cependant que certains objectifs sont difficiles à réussir pour les débutants ou les non initiés, la difficulté s'avérant un peu trop élevée pour un joueur moyen ou pour qui n'a pas joué au premier épisode de la série. Il regrette également l’absence d'une vue à la première personne notamment pour pouvoir repérer les items.
Daguinot estime encore que les graphismes sont soignés, que le rendu est excellent, que la modélisation des skaters est convaincante et que le jeu fonctionne avec une fluidité remarquable. Il note également qu'avec des décors aux couleurs vives, une application propre des textures et une pixellisation quasiment inexistante, le jeu reste agréable à regarder malgré un petit brouillard de fond. Pilou teste la version PC en novembre 2000 et estime que les graphismes frisent « le délice » autant que la qualité de la fluidité nécessaire pour ce type de jeu. Pour sa part, Facon estime que l'animation des personnages est très réaliste. Pour Jim Preston, rédacteur du site de Daily Radar, la résolution a été revue à la hausse par rapport à la version originale, des textures plus fluides ont été rajoutées ainsi que la prise en charge de la souris. Pour lui, les graphismes provoquent de légers ralentissements même sur un PC de moyenne gamme. Il note également que les personnages sont plutôt cubiques et leurs textures de basse qualité, indiquent bien par là l'origine du jeu sur console ; il relève cependant que la résolution peut être augmentée jusqu'à 1024×768.

##### Dreamcast
La version Dreamcast est testée par Julo, journaliste de Joypad, qui lui donne la note de 8/10. Pour sa part, Todd Hargosh, journaliste de Game Industry News, le note 5/5. Il déclare que cette version est un portage sans surprise, qui profite tout juste des capacités supplémentaires qu'apporte la Dreamcast par rapport à la PlayStation. Cependant, Julo estime que même si le portage de THPS2 n'est pas impressionnant, il reste une valeur sûre. Pour Dr Moo, rédacteur du site GameRevolution, le manque de nouveautés est décevant, faisant référence aux grandes capacités de la Dreamcast. Chris Kramer, rédacteur du site de Daily Radar, estime que Treyarch, chargé du portage sur Dreamcast, a tout amélioré par rapport à la version PlayStation : les temps de chargements sont plus rapides et les vidéos sont encodées plus proprement.
Concernant le graphisme en général, Julo juge les textures plus fines, la modélisation de meilleure qualité, le framerate de 60 images par seconde (contre 30 pour la PlayStation) sans aucune saccade, les ombres plus réalistes et le tout étant de meilleure qualité sans être toutefois transcendant. Dean, rédacteur du magazine Electronic Gaming Monthly, estime pour sa part que cette version propose de meilleures distances d'affichage et que certains niveaux comme École Bis et Venice Beach ont des fonds plus détaillés et plus profonds. Pour Dr Moo, le jeu sur Dreamcast est exactement le même mais les textures fantastiques et les éclairages dynamiques et réalistes rendent les graphismes de la version PlayStation et Nintendo 64 moins beaux. Cependant, ceux-ci, qui permettent essentiellement de voir plus loin à l'horizon, n'ont que peu de répercussions sur le système de jeu. Kramer estime que les graphismes sont bien meilleurs, notamment par rapport à la granularité inhérente au processeur de la console de Sony qui disparaît sur cette version ; il note que les personnages sont plus nets et dotés d'une meilleure définition, tout comme la totalité des niveaux qui semblent améliorés.
Pour sa part, Hargosh est impressionné par la bande originale et la fluidité des contrôles.

##### Game Boy Color
La version Game Boy Color est notée 7/10 par Craig Harris, rédacteur d'IGN, qui trouve dans cette version d'importants problèmes ; il estime cependant que Natsume a réussi une bien meilleure conversion que pour le premier épisode de la série sur cette même plate-forme, ce que confirment Jon Thompson, rédacteur du site AllGame, et Michael Wolf, du site Daily Radar. Pour Thompson, même si le jeu n'est pas parfait, c'est le meilleur jeu de skateboard sur Game Boy Color ; Wolf pense, quant à lui, que le jeu est bien meilleur que le décevant portage du premier opus sur cette même console portable et qu'il répond aux attentes des joueurs.
Frank Provo, rédacteur du site GameSpot, donne la note de 9,9/10 au jeu : pour lui, le système de jeu reste exquis malgré les changements. Pour sa part, Wolf considère que les objectifs sont assez difficiles à réaliser. Selon lui, les phases de jeu se déroulant en défilement latéral sont plus faciles alors que la synchronisation et l'alignement sur les bonnes trajectoires sont compliqués en vue en 3D isométrique. Il estime également que les contrôles sont rapides et répondent bien aux actions du joueur. Cependant, il reproche à cette version la difficulté éprouvée pour retourner le personnage, dans la mesure où il faut l'arrêter pour pouvoir le faire. Mais le plus grand reproche qu'il fait au jeu concerne son système de mot de passe archaïque. Thompson trouve de son côté que le système de jeu n'est pas parfait, que certains objectifs ne sont pas réalisables et que parfois des problèmes de perspectives cachent le personnage sans que le joueur ne sache où il est situé.
Provo loue également des graphismes colorés et détaillés et une animation fluide du personnage durant les figures réalisées. Thompson le rejoint en indiquant que les graphismes sont étonnamment bons et que chaque niveau apporte une expérience et un style visuel propres. Il regrette néanmoins que la bande-son du jeu ne peut pas rivaliser avec celle de l'originale mais souligne qu'elle est variée et sert bien le gameplay.

##### Mac
Kit Pierce, journaliste du site Inside Mac Games, estime merveilleux que des jeux d'un tel calibre soient portés sur Mac. Ken Bertrand, journaliste d'A vos Mac, considère quant à lui que la recherche nécessaire pour compléter les niveaux ou effectuer les gaps, augmente considérablement la durée de vie du jeu. Pour lui, Westlake Interactive a adapté le jeu avec une réalisation impeccable : le jeu fonctionne sans problème et sans bug sur une machine de milieu de gamme et les mouvements des personnages sont fluides, à l'exception de quelques rares cas. Il note néanmoins un point négatif lors des compétitions dans lesquelles il estime qu'il y a un manque d'animation malgré les exploits que le joueur peut faire sur la planche dans ces niveaux désertiques. Il estime en outre que la maniabilité est rendue facile par les choix des développeurs concernant les contrôles via le clavier et ses quelques touches simples.

##### Game Boy Advance
Concernant la version Game Boy Advance, Martin Taylor, rédacteur d'Eurogamer, estime que les changements offrent maintenant un nouveau jeu, un « THPS2 B si on veut », mais il estime que c'en est quand même « une réussite impressionnante » et évalue le jeu à 8/10. Usul, journaliste de Gamekult, pense également que la conversion comporte quelques défauts mais s'en sort plutôt bien et fait honneur aux autres versions de THPS2. Pour Switch, journaliste à Consoles +, les développeurs ont su tirer parti des capacités de la console portable et ont eu l'ingénieuse idée de rendre transparents certains obstacles qui masquent notamment le joueur en temps normal ; c'est un détail technique inédit sur console portable selon lui. Il estime que cette version est une prouesse et laisse augurer un futur radieux à la console si d'autres titres du même acabit sont publiés. En conclusion, il donne à ce jeu la note de 94 % en louant les personnages en vraie 3D, la présence des mêmes niveaux que sur PlayStation et la maniabilité euphorisante tout en regrettant l'absence du mode deux joueurs, un jeu vidéo trop hardcore et la nécessité de s'habituer à la 3D isométrique. Pilou de Jeuxvideo.com donne au jeu la note de 15 sur 20. Il regrette un faible champ de vision, mais souligne la qualité de sa bande-son.
Le journaliste du magazine Edge note le jeu 8/10 et précise cependant que les sensations de jeu sont moins dynamiques que la version originale sur PlayStation ; néanmoins, il remarque que la manipulation des personnages est plus précise, « au pixel près ». Pour lui, le jeu intègre également les éléments principaux de l'original comme les nouveaux tricks ou l'amélioration des capacités du personnage ; c'en est pour lui la force du jeu qui ne se contente pas d'être un portage mais bien une réinterprétation de ce qui a fait le succès de la version PlayStation. En outre, Switch mentionne la grande étendue des niveaux.
Ce dernier remarque également des graphismes détaillés et des animations irréprochables. Le journaliste du magazine Edge remarque de son côté la disparition de l'environnement varié en 3D, remplacé par des superpositions d'images bitmap et de simples personnages polygonés.

##### Nintendo 64
Fran Mirabella, journaliste à IGN, déclare qu'Edge of Reality a réalisé la meilleure version que la Nintendo 64 pouvait recevoir et note le jeu 8,6/10. Matt Swider, rédacteur du site Gaming Target, déclare pour sa part que c'est le jeu que personne ne doit manquer et que la qualité de THPS2 est assez impressionnante, en rapport aux problèmes et limitations inhérents aux cartouches de jeu vidéo. Justin Leeper, rédacteur du magazine Game Informer, indique quant à lui que tous les éléments marquants de la version originale ont été transposés, que ce soit le système de jeu addictif, les objectifs ou l'éditeur de skatepark. Il estime cependant que le principal avantage de la version Nintendo 64 est la disparition des temps de chargement dû aux cartouches, supports utilisés par la console.
Pour Swider, le jeu est trop similaire à la version originale ; il excuse ce point en raison des faibles capacités de ces mêmes cartouches, ce que confirme Andy McNamara, également journaliste à Game Informer. Mirabella remarque également que la quasi-totalité du gameplay a été reproduit de l'original.
Concernant les graphismes, Leeper juge qu'ils sont d'une qualité inférieure à la version PlayStation : les textures lui semblent floues, avec beaucoup de bugs de texture. Même constat évoqué par Mirabella qui note que les graphismes comportent quelques bugs d'affichage ; il estime cependant que le rendu final se situe dans la moyenne. Pour sa part, McNamara rejoint ses confrères et juge les graphismes de qualité inférieure et le jeu moins fluide que l'original.
Concernant la bande-son, Leeper ne trouve aucun plaisir à écouter des titres morcelés et mis bout à bout. À ce sujet, il conclut que même si des efforts ont été faits pour porter les licences des chansons de l'original sur Nintendo 64, il considère le résultat comme catastrophique. Mirabella trouve également que les six titres restants et coupés ont été sacrifiés par Edge of Reality et déclare que Bring the Noise est massacré, avec une version instrumentale où seul le refrain est repris, caractéristique partagée pour les cinq autres titres. Néanmoins, il atténue ce constat en estimant le résultat décent vis-à-vis des capacités de la cartouche Nintendo 64.

##### Xbox
Jeff Gerstmann, journaliste de GameSpot trouve que Tony Hawk's Pro Skater 2X représente la version ultime d'un jeu classique qui peut intéresser les joueurs voulant jouer à un jeu de sport extrême sans pour autant rechercher des prouesses graphiques ; il lui donne la note de 7,7/10.
Pour Gerstmann, l'ajout des niveaux du premier jeu de la série est une bonne chose, mais le jeu reste un peu daté, surtout à côté des autres jeux de la ludothèque Xbox, mais aussi comparé à Tony Hawk's Pro Skater 3 qui est auparavant sorti sur GameCube et PlayStation 2. Pour lui, les niveaux de THPS et THPS2 sont bien conçus, équilibrés et sans problème de bug, à l'inverse des niveaux de la carrière 2X. Malgré ces quelques petits problèmes, il remarque que le seul changement dans le système de jeu est la jauge qui s'affiche au-dessus du joueur pendant les manuals, introduite dans Tony Hawk's Pro Skater 3, et qui permet de mieux gérer l'équilibre. De son côté, Enid Burns, rédacteur du site web GameSpy, indique que les anciens niveaux comportent tous de nouveaux endroits à explorer. Pour Andrew Reiner, rédacteur du magazine Game Informer, l'ordre d'arrivée des niveaux du premier jeu après ceux de THPS2 n'est pas judicieux : selon lui, ils auraient dû être placés au début du mode carrière ; en effet, il estime qu'ils sont « un jeu d'enfant à terminer ». Cependant, il considère que c'est un bel atout de pouvoir réaliser à présent des figures alors impossibles dans le premier jeu. Vincent Lopez, rédacteur du site IGN, juge également décevant d'être obligé de jouer à tous les niveaux réguliers de THPS2 pour bénéficier du contenu additionnel. En outre, il estime que les nouveaux niveaux créés par Treyarch sont beaux mais trouve décevant qu'ils imitent simplement les originaux en taille et architecturalement.
Pour Gerstmann, les graphismes dépassent toutes les versions de Tony Hawk's Pro Skater 2 disponibles sur les autres plates-formes ; il nuance son propos en précisant qu'ils n'arrivent pas à la hauteur des autres jeux Xbox comme Halo: Combat Evolved ou Dead or Alive 3. Il estime par ailleurs que les nouveaux niveaux de la carrière 2X sont moins bons, certes avec de belles textures et effets d'éclairage, mais il estime que la conception en est un peu fade, comparé aux standards mis en place par la version originale. Il note en outre que le jeu utilise parfaitement le facteur de flare et les effets de lumière, permettant de fournir des ambiances et des ombres plus réalistes, un bump mapping plus épais, rendant les textures plus réalistes et un point de distance amélioré, permettant de faire disparaître le brouillard de fond. Il note également une animation de bonne qualité et treès fluide. En revanche, il regrette que le gain de place offert par le support DVD n'est pas exploité, surtout au vu de la qualité médiocre des vidéos personnelles très pixelisées des skaters. Pour sa part, Reiner note le jeu à 8,5 sur 10 et estime le jeu graphiquement amélioré avec un flou cinétique abondamment utilisé, et des textures complètement remaniées, permettant des décors extrêmement détaillés et des couleurs complètement renouvelées. Avec un framerate à 60 images par seconde, il note comme son confrère que le jeu propose une plus grande fluidité et ceci, sans brouillard de fond. Pour lui, la physique du moteur de jeu est légèrement différente et permet de prendre plus de hauteur lors des sauts que dans l'original. De son côté, Lopez trouve que le jeu est plus beau avec des textures, des détails et des modèles 3D améliorés et note que Treyarch a profité de son expérience du portage de Tony Hawk's Pro Skater 2 sur Dreamcast pour créer un jeu qui utilise réellement l’architecture de la Xbox, au lieu de simplement augmenter la résolution des textures d'origine. Il relève que le jeu est rapide et fluide, avec des textures totalement refaites, donnant ainsi un aspect plus réaliste au jeu. Pour lui, les personnages sont plus complexes que ceux de la version Dreamcast et les effets d'éclairage en temps réel qui donnent un effet de lumière légèrement filtrée rendent les niveaux plus réels, cette impression de réel étant renforcée par quelques menus détails comme l'ajout d'oiseaux ou de poubelles qui parsèment les différentes scènes. Cependant, il regrette des niveaux qui semblent toujours aussi vides que dans la version originale. Pour sa part, Burns estime que les lumières et les textures ont été améliorées et que les décors semblent plus réalistes, les dessins sur les planches plus nets et les visages des personnages améliorés, ressemblant plus à la réalité qu'à un personnage de jeu vidéo. Pour lui, le jeu était légèrement saccadé dans les versions bêta de THPS2X comparé à la fluidité de Tony Hawk's Pro Skater 3 mais il note que ce problème a disparu sur la version finale. Il remarque également le flou cinétique lorsque la barre de special est pleine, estimant que « c'est un délice » à chaque fois que cela se produit.
Concernant la musique et le bruitage, Gerstmann décrit la bande sonore comme équivalente à la version originale, signalant de bon effets sonores. Pour Lopez, les sons sont même meilleurs et plus réalistes que dans la version originale.
Concernant les commandes de jeu, Burns considère que la manette de jeu Xbox imposante ne pose pas de problème et qu'au contraire, elle magnifie et rend la réalisation des figures plus accessible. Cependant, pour Reiner, les contrôles étaient plus simples sur Dreamcast et Nintendo 64, ce que confirme Lopez, pour qui la configuration des boutons de la manette est un peu étrange. Il estime que la maîtrise des contrôles n'est pas évidente au départ sur une manette Xbox, mais devient aisée avec un peu d'entraînement. Par ailleurs, il remarque que lorsque le personnage est à l'arrêt, il est presque impossible de tourner sans zoomer dans une direction. Il en conclut qu'un joueur habitué aux versions originales peut être dérangé par ces changements subtils.

##### iOS
Hilary Goldstein, rédacteur en chef d'IGN, teste la version iOS qu'il évalue à 8,2/10 et y retrouve les grandes qualités ludiques et le challenge de l'original avec toutefois des problèmes de contrôles évidents. Sarah Jacobsson, rédactrice du site Macworld, confirme ces problèmes de contrôle. Elle estime que toutes les figures de la version originale ne sont pas réalisables sur iPhone mais constate que la croix directionnelle virtuelle fonctionne cependant plutôt bien, même si elle estime que réaliser un score important demande en revanche une certaine pratique. Elle remarque également quelques bugs de fonctionnement comme des ralentissements au chargement des menus ou des problèmes d'enregistrement de données. Pour sa part, Kristan Reed, rédacteur du site web Eurogamer, remarque que les graphismes sont un peu trop fidèles à l’original et que le jeu est fluide, à l'exception des iOS les plus anciens. Il regrette également l'absence d'un mode multijoueur et une bande son remaniée qui peuvent déranger certains joueurs mais, dans son ensemble, le jeu reste pour lui une bonne conversion.

#### Éléments communs
L'éditeur de skatepark est largement acclamé par la presse, jugé simple d'utilisation, ; de nombreux journalistes trouvent qu'il offre des possibilités infinies et rallonge la durée de vie du jeu d'autant,,,,. Par ailleurs, Jim Preston et Daniel Erickson, rédacteurs du site web Daily Radar, l'éditeur de skatepark en pointer-cliquer est meilleur que celui de Street Skater 2 et tout aussi puissant et intuitif,.
Le mode multijoueur est par contre jugé décevant, uniquement possible en réseau local sur PC, avec deux joueurs,, ce que remarque également Preston  qui estime que ce mode de jeu, réel point décevant de cet opus, laisse un peu à désirer. Il déplore l'absence d'un jeu en écran divisé.
Par ailleurs, les chutes sont jugées très réalistes, malgré de grosses giclées d’hémoglobines,, et même « fantastiques » pour Jean-Charles Daguinot, rédacteur du site Gamekult.
Concernant l'ambiance sonore, Guillaume Facon, journaliste de PC Jeux, considère la bande-son de qualité. Les journalistes de Jeux vidéo Magazine trouve qu'elle « dépote », avec son style rock et hip-hop . Caroline Kruppa, journaliste de PC Fun, salue quant à elle une ambiance sonore très adaptée au jeu et au milieu du skateboard, ce que confirme Pilou, journaliste de Jeuxvideo.com. Jay Fitzloff, journaliste de Game Informer, remarque également une bande-son plus longue et des bruitages beaucoup plus fournis que son prédécesseur. Cependant, Jeff Gerstmann, journaliste de GameSpot, regrette que la musique soit assez singulière et peu accessible pour les non initiés. Toutefois, il note qu'elle évite la monotonie avec un large panel d'artistes connus et est rejoint en cela par David Smith, rédacteur du site IGN, qui la juge variée. Pour ce dernier, les effets sonores sont exceptionnels avec des bruits d'ambiance comme ceux des voitures, des trains ou des voix bien équilibrés par rapport aux bruitages du skate comme le bruit des slide, des différentes textures du sol sur lesquelles le personnage roule ou le bruit des chutes. Smith estime les bruitages tout simplement bons et applaudit ceux des compétitions qui proposent différentes intensités en fonction des résultats, des tricks ou des chutes. Willow, journaliste de Joypad, trouve pour sa part les bruitages plus agressifs et plus variés que sur le premier opus.

### Ventes

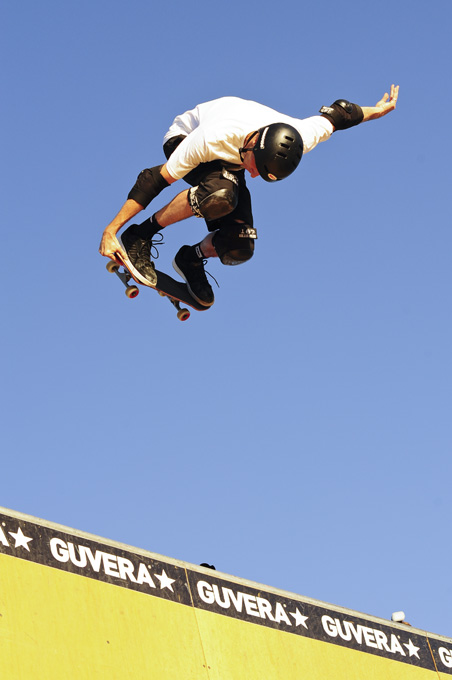
Tony Hawk, skater phare de la licence.

À sa sortie, THPS2 est resté plusieurs semaines en tête des ventes de jeux vidéo sur PlayStation,. Le 25 octobre 2000, THPS2 passe la barre du million de ventes dans le monde entier. Sur l'année 2000 aux États-Unis, THPS2 se classe au premier rang des ventes PlayStation avec 1 553 269 exemplaires vendus et au dixième rang des ventes Dreamcast avec 286 063 copies écoulées,. Au début de l'année 2001, THSP2 se classe au deuxième rang des meilleures ventes de jeux sur console aux États-Unis, dépassant Tony Hawk's Skateboarding, lancé plus d'un an auparavant,.
En 2007, le site web MagicBox évalue les ventes de THPS2 sur PlayStation aux États-Unis à 2 850 000 copies écoulées. D'après le site VG Chartz, THPS2 s'est vendu au 21 février 2015 à 4 680 000 exemplaires sur PlayStation, à 1 180 000 sur Game Boy Advance et 760 000 sur Nintendo 64. En septembre 2007, The San Diego Union-Tribune publie des chiffres de vente de jeux vidéo par unité fournis par NPD Group dans lesquels Tony Hawk's Pro Skater 2 totalise 5 300 000 ventes.

## Postérité

### Guides stratégiques
Plusieurs guides stratégiques en anglais ont été édités par BradyGames, notamment pour PlayStation, PC, et console, en 2000 pour Dreamcast et Nintendo 64 ; il s'agit de Tony Hawk's Pro Skater 2 Official Strategy Guide for Dreamcast de Ken Schmidt en 2000 et Tony Hawk's Pro Skater 2 Official Strategy Guide for Nintendo 64 de Michael Lummis en 2001.

### Héritage
La série des Tony Hawk's, qui a généré plus d'un milliard de dollars de revenu en 2009, a amené du réalisme par rapport aux jeux de skateboard existants jusque-là. En se concentrant sur la technique du skateboard plutôt que sur le style, la série Tony Hawk's a gagné en popularité comme jamais aucun jeu de ce type ne l'avait fait. Le succès de Tony Hawk's Skateboarding a posé les bases de la série mais la suite THPS2 a amené des innovations qui deviennent des repères de la série, comme l'éditeur de skatepark, le skater personnalisable, les manuals ou beaucoup d'autres tricks. Tony Hawk's Pro Skater 2 reste pour certains le meilleur jeu de la série. Joao Diniz Sanches, journaliste pour divers sites web et magazines américains et auteur des livres Video Gaming Manual et The Driving Games Manual, écrit dans le livre de Tony Mott Les 1001 jeux vidéo auxquels il faut avoir joué dans sa vie que Tony Hawk's Pro Skater 2 est le point culminant de la série. Pour lui, THPS2 reprend les bases du système de jeu de son prédécesseur et son système de contrôle, en y incluant un panel de figures et d'objectifs plus nombreux, dans des niveaux beaucoup plus grands. La combinaison de tous ces éléments dans THPS2 en fait pour lui le jeu de skateboard de sa génération et peut-être celui qui résume le mieux la nature globale de l'ère PlayStation.

### Récompenses et distinctions
Le magazine Game Informer place Tony Hawk's Pro Skater 2, dans son numéro 100 d'août 2001, au quatrième rang dans son classement des 100 meilleurs jeux vidéo de tous les temps (Game Informer's Top 100 Games Of All Time). Le magazine Electronic Gaming Monthly élit THPS2 meilleur jeu de l'année 2000 dans son édition d'avril 2001. En septembre 2017, le site français jeuxvideo.com le classe 85e meilleur jeu  de tous les temps.
Pour IGN, THPS2 devrait être sur PlayStation Network. En 2003, l'équipe d'IGN établit son top 100 des meilleurs jeux vidéo de tous les temps et classe Tony Hawk's Pro Skater 2 à la vingtième place. Craig Harris, rédacteur en chef d'IGN, place la version Game Boy Advance au cinquième rang de son top 25 des meilleurs jeux Game Boy Advance de tous les temps.
La version Game Boy Advance de THPS2 remporte l'award du meilleur jeu vidéo sur console portable lors du BAFTA en 2001. Elle est également nommée par l'Academy of Interactive Arts and Sciences en 2001, pour un D.I.C.E. Award du meilleur portage sur console et meilleure conception de jeu. IGN décerne également à cette même version l'award du meilleur jeu de sport extrême, du meilleur son, et la deuxième place pour des meilleurs graphismes pour un jeu sur console portable. IGN décerne encore à la version Game Boy Advance le prix du meilleur jeu sur console portable lors de l'E³ 2001 ainsi que le meilleur jeu de sport sur console portable et l'award de l'excellence technologique sur console portable.
Tony Hawk's Pro Skater 2 est inscrit au Livre Guinness des records comme le jeu de sport extrême le plus vendu aux États-Unis. THPS2 figure également au Livre Guinness des records grâce à Matt Tholen, un Américain qui a réussi le score de 30 887 653 points dans le niveau « Le Hangar », le 25 mars 2001 sur la version PlayStation.

### Réemploi de niveaux
À l'instar de Tony Hawk's Skateboarding, un bon nombre des niveaux du jeu ont été réutilisés dans d'autres jeux de la série Tony Hawk's.

#### Réutilisation
Le Hangar, École Bis, Venice Beach ont été réutilisés dans Tony Hawk's Underground. Philadelphie a été réutilisé dans Tony Hawk's Underground 2 et son skatepark a été recréé dans Tony Hawk's Proving Ground. Marseille a été réutilisé dans la version Collector de Tony Hawk's American Wasteland.
Tony Hawk's Pro Skater, l'adaptation du premier opus de la série en 2003 sur N-Gage, comporte plusieurs niveaux de THPS2 déblocables (NY City, Le Hangar, Philadelphie, Venice Beach),,.

#### Remasterisation
Tony Hawk's Pro Skater HD ou THPSHD est un jeu vidéo de skateboard de la série Tony Hawk's, développé par Robomodo et édité par Activision. C'est une réédition en haute définition réalisée sur Unreal Engine 3 de trois niveaux de Tony Hawk's Skateboarding et de quatre de Tony Hawk Pro Skater 2, identiques aux jeux originaux tout comme les tricks. Il ne comporte que quatre personnages des jeux originaux sur les dix skaters disponibles ainsi que quatre personnages cachés. La bande-son est composée de quelques titres de THPS et THPS2 et d'autres qui sont inédits. Le jeu est sorti uniquement en téléchargement, sur le Xbox Live Arcade le 18 juillet 2012, sur le PlayStation Network le 28 août 2012 et sur Steam le 18 septembre 2012,,. Le 4 décembre 2012, Activision publie Tony Hawk's Pro Skater 3 HD: Revert Pack. Développé par Robomodo, c'est un pack téléchargeable qui ajoute trois niveaux de Tony Hawk's Pro Skater 3 remastérisés en haute définition, la possibilité d'effectuer des revert sur la totalité des niveaux, une nouvelle chanson et quatre personnages dont deux issus des jeux originaux,.
L’accueil de THPSHD par la presse est mitigé, la conversion étant même assez critiquée,,. Gamekult note 4/10 cette conversion PC « réalisée avec les pieds ». Les notes obtenues par le jeu s'étalent dans une fourchette démarrant à 40 % avec l'analyse de Lucas Sullivan de GamesRadar+ et culminant à 90 %, donné par Alex Rubens de G4 TV.